# Mohammad Reza Pahlavi

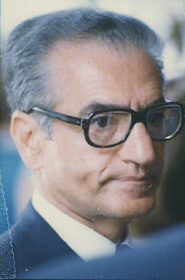
Mohammad Reza Pahlavi (1975)

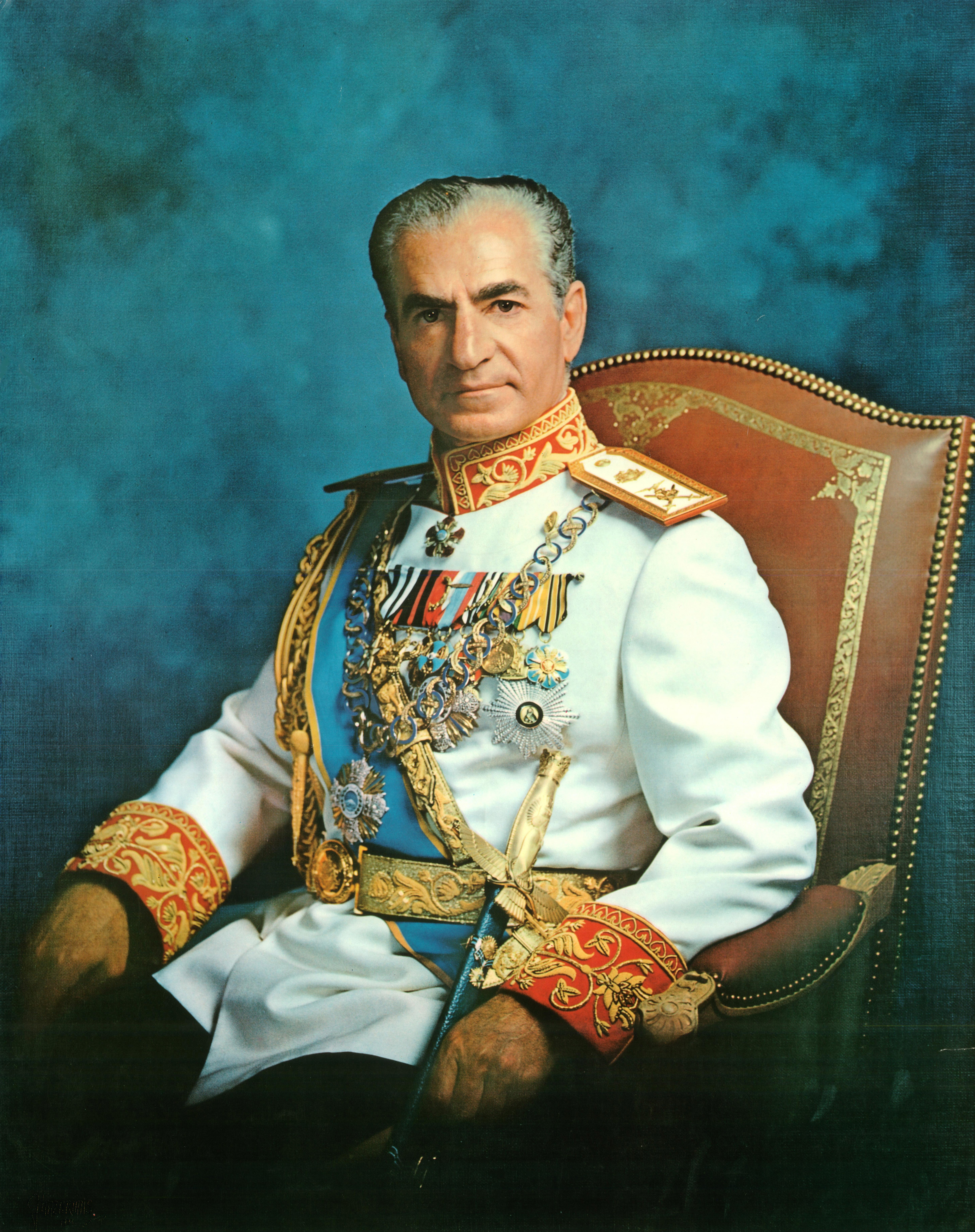
Mohammad Reza Pahlavi (offizielles Porträt, 1973)

Mohammad Reza Pahlavi (persisch محمدرضا پهلوی, DMG Moḥammad-Reża Pahlavī [moɦæmːæd ɾeˌzɑː pʰæɦlæˈviː] * 26. Oktober 1919 in Teheran; † 27. Juli 1980 in Kairo) war ein iranischer Regent. Er entstammte der Herrscherdynastie Pahlavi und war der letzte iranische Schah.
Nach der Abdankung seines Vaters Reza Schah Pahlavi im Zuge der anglo-sowjetischen Invasion Irans bestieg er am 17. September 1941 den Thron. Mit Unterstützung der Vereinigten Staaten errichtete Pahlavi in der Folge ein autoritäres Regime und ließ die Opposition durch den Geheimdienst SAVAK unterdrücken. Am 26. Oktober 1967 krönte er sich zum Schahanschah („König der Könige“). Die Ereignisse der Islamischen Revolution führten 1979 zum Sturz der Monarchie und Pahlavi verließ am 16. Januar 1979 mit seiner Familie Iran. Nach seiner Flucht über Ägypten, Marokko, die Bahamas, Mexiko, die USA und Panama lebte er in Ägypten. Dort starb er am 27. Juli 1980 an den Folgen eines Morbus Waldenström und wurde in der al-Rifa'i-Moschee neben dem vorletzten ägyptischen König Faruq I. beigesetzt.

## Anfänge

### Kindheit und Jugend

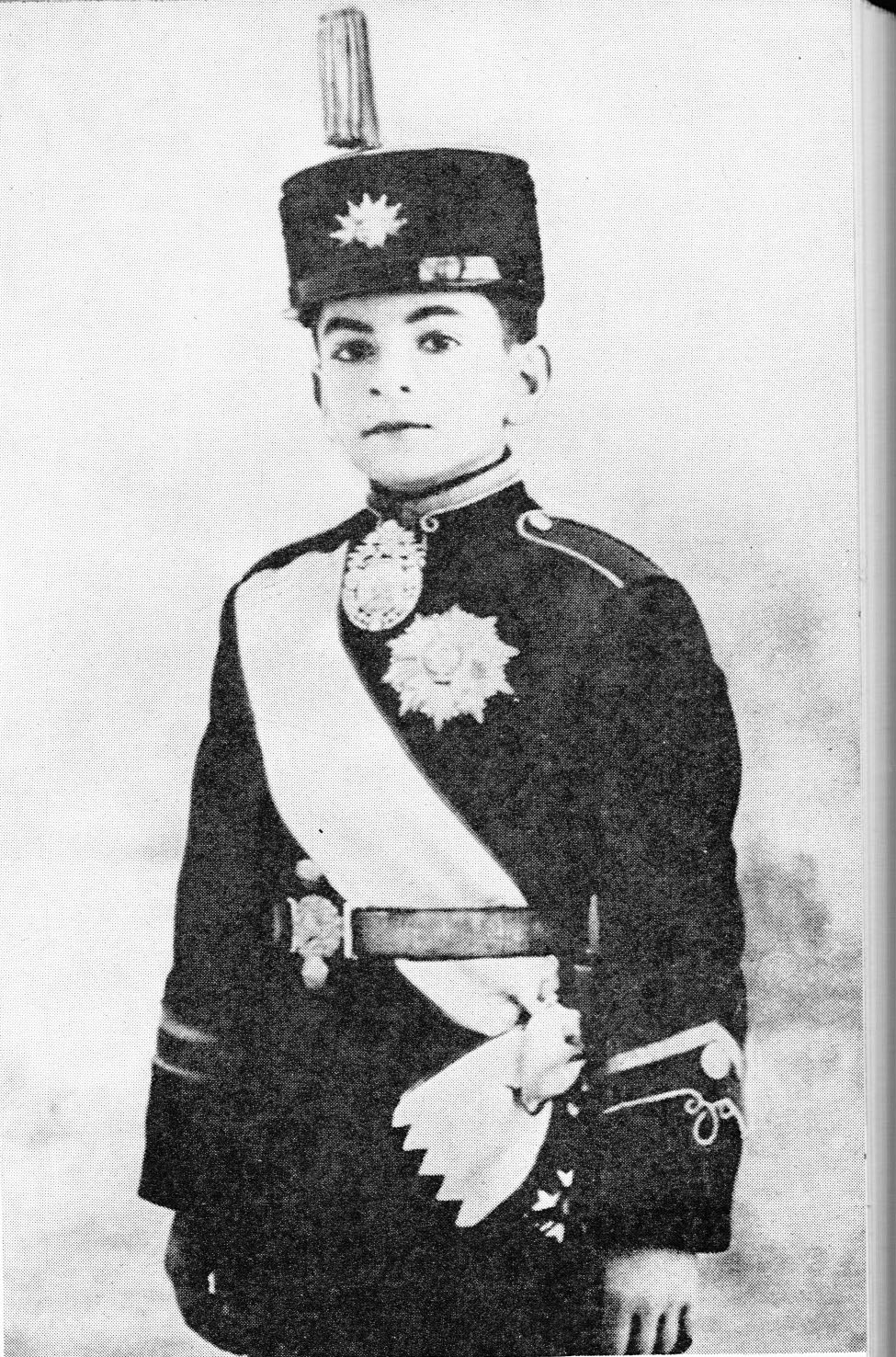
Mohammad Reza als Kronprinz, 1926

Mohammad Reza Pahlavi war der älteste Sohn von Reza Pahlavi, dem Kommandeur der persischen Kosakenbrigade, und dessen zweiter Ehefrau Tadj ol-Molouk. Er kam am 26. Oktober 1919 mit seiner Zwillingsschwester Aschraf als drittes von elf Kindern in Teheran zur Welt. Seine ältere Schwester war Shams, sein jüngerer Bruder Ali Reza kam 1954 bei einem Flugzeugabsturz ums Leben. Zu seinen Halbgeschwistern zählte Gholamreza Pahlavi.
Nach einem erfolgreichen Militärputsch und dem Sturz der Kadscharen-Dynastie wurde sein Vater am 15. Dezember 1925 durch einen Beschluss des Parlaments neuer Schah. Seinen siebenjährigen Sohn Mohammad Reza ernannte er per Dekret vom 27. Januar 1926 zum Kronprinzen und zum Oberst der persischen Armee.
Auf Anraten des Hofmarschalls Abdolhossein Teymurtash entsandte der Schah den zwölfjährigen Thronfolger im September 1931 an das renommierte Schweizer Internat Le Rosey. Im Mai 1936, drei Wochen vor seiner Abschlussprüfung, kehrte er nach Iran zurück und absolvierte an der Militärakademie eine Offiziersausbildung. 1938 schloss Mohammad Reza diese im Rang eines Leutnants ab und wurde bald zum Hauptmann befördert.

### Seine Ehen
Vor dem Hintergrund der Verbesserung der diplomatischen Beziehungen heiratete Kronprinz Mohammad Reza am 15. März 1939 Prinzessin Fausia von Ägypten im Abdeen-Palast von Kairo. Die Braut war eine Tochter des ägyptischen Königs Fu'ād I. Nach ihrer Ankunft in Iran wurde die Hochzeitszeremonie in Teheran nach schiitischem Ritus wiederholt.
Mohammad Reza Pahlavi, der letzte Schah Irans, war dreimal verheiratet:
1. Prinzessin Fausia von Ägypten (1921–2013) – Heirat am 15. März 1939.
  - Kind: Schahnaz Pahlavi (* 27. Oktober 1940).
  - Die Ehe wurde 1945 getrennt und 1948 offiziell geschieden.
2. Soraya Esfandiary Bakhtiary (1932–2001) – Heirat am 12. Februar 1951.
  - Keine Kinder, da Soraya keine Kinder bekommen konnte.
  - Die Ehe wurde 1958 geschieden.
3. Farah Diba (* 1938) – Heirat am 21. Dezember 1959.
  - Kinder:
    - Reza Pahlavi (* 31. Oktober 1960).
    - Farahnaz Pahlavi (* 3. März 1963).
    - Ali-Reza Pahlavi (* 28. April 1966; † 4. Januar 2011).
    - Leila Pahlavi (* 27. März 1970;  † 10. Juni 2001).

### Amtseinsetzung

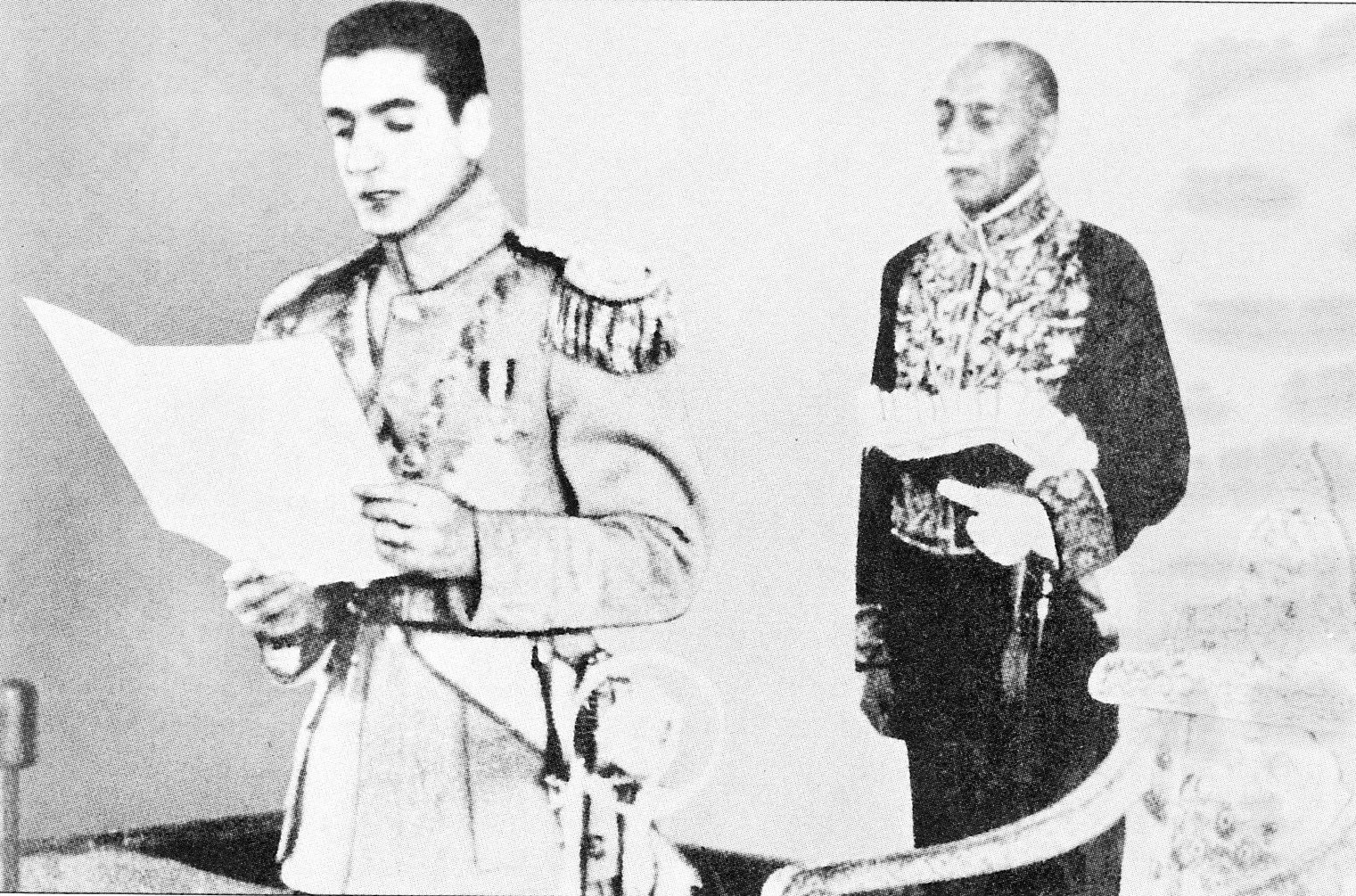
Mohammad Reza Pahlavi legt den Amtseid als Schah von Iran vor dem iranischen Parlament ab, 1941

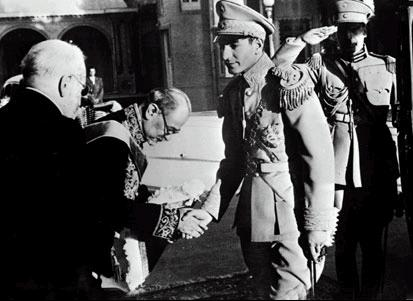
Mohammad Reza Pahlavi auf dem Weg zum Parlament vor seiner Vereidigung, 1941

Am 25. August 1941 marschierten britische und sowjetische Truppen in Iran ein und zwangen seinen Vater Reza Schah zur Abdankung. Mohammad Reza wurde am 17. September 1941 als der zweite Schah der Pahlavi-Dynastie im Madschles, dem iranischen Parlament, vereidigt. Die Briten dachten zunächst an die Einsetzung eines Kadscharenprinzen, Mohammad Hassan, und schlugen dann vor, dass ein von ihnen bestimmter Vizekönig die Regierungsgeschäfte übernehmen sollte. Am Ende kamen die iranischen Abgeordneten der britischen Besatzungsmacht zuvor und vereidigten Mohammad Reza, noch bevor die britischen Truppen in Teheran einmarschiert waren.
Die Ablösung der Pahlavis durch einen Kadscharen wurde von den Briten auch in den 1950er Jahren während der Abadan-Krise in Betracht gezogen. Als problematisch erwies es sich dieses Mal, dass Hamid, der Sohn Mohammad Hassans, der ebenfalls als Thronprätendent in Frage kam, inzwischen den Nachnamen Drummond angenommen hatte, britischer Staatsbürger geworden war, in der britischen Handelsmarine diente und kein Wort Persisch sprach.

### Die anglo-sowjetische Invasion

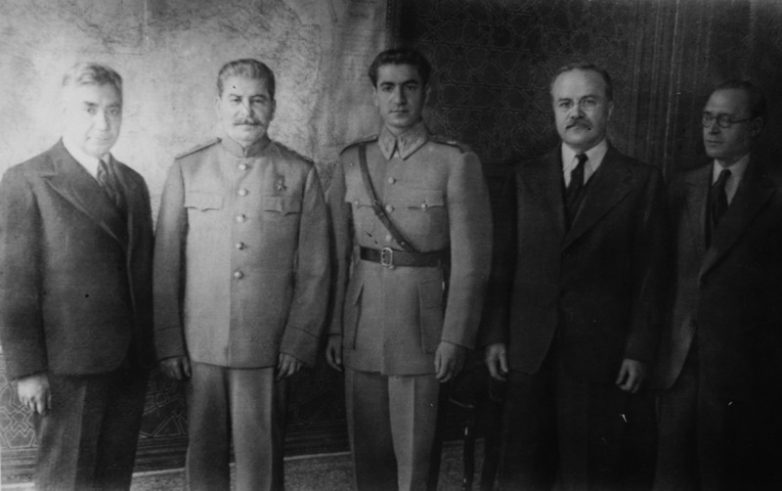
Mohammad Reza Pahlavi trifft Stalin und Molotow während der Teheran-Konferenz, stark retuschiertes Foto von 1943

Am 17. September 1941 um 15 Uhr marschierten britische und sowjetische Truppen, die bis dahin nur den Norden und Süden Irans besetzt hatten, in Teheran ein und übernahmen die Kontrolle über die iranische Regierung. Damit war das Ziel der Besetzung, die vollständige militärische, politische und wirtschaftliche Kontrolle Irans, erreicht. Im nächsten Schritt wurde eine Nachschubroute, der „Persische Korridor“, über das Kaspische Meer und weiter in die Sowjetunion eingerichtet, über die amerikanische Waffen vom Persischen Golf aus der Roten Armee zugeführt werden konnten. Bereits am 18. Februar 1941 hatte der US-Kongress das Leih- und Pachtgesetz verabschiedet, mit dem die rechtliche Grundlage für die leihweise Überlassung kriegswichtigen Materials noch vor dem offiziellen Kriegseintritt der USA ermöglicht wurde.
Am 27. Oktober 1941 wurde Pahlavi von dem britischen und sowjetischen Botschafter darüber informiert, dass er nur noch repräsentative Funktionen wahrzunehmen habe. Drei Monate später, am 26. Januar 1942, wurde vom iranischen Parlament das von Premierminister Mohammad Ali Foroughi und dem britischen und sowjetischen Botschafter ausgehandelte Dreimächteabkommen ratifiziert. Das Abkommen sicherte Iran die territoriale Integrität und den Abzug der alliierten Truppen nach Ende des Zweiten Weltkriegs zu. Iran verpflichtete sich im Gegenzug, mit den alliierten Streitkräften bei der Verteidigung der sowjetischen und britischen Heimatländer zusammenzuarbeiten, den Zugang zu den vorhandenen Transport- und Kommunikationsmitteln zu gewähren, Arbeitskräfte und Material zur Verfügung zu stellen und die Pressezensur einzuführen.
Im Dezember 1942 verstärkten amerikanische Truppen die britischen und sowjetischen Streitkräfte in Iran. Pahlavi versuchte, Präsident Franklin D. Roosevelt ebenfalls zur Unterzeichnung des Dreimächteabkommens zu bewegen. Roosevelt forderte daraufhin den Eintritt Irans in den Krieg auf Seiten der Alliierten. Am 9. September 1943 erklärte Iran Deutschland den Krieg und erfüllte damit die Bedingungen Roosevelts. Roosevelt, Churchill und Stalin unterzeichneten auf der Konferenz von Teheran am 1. Dezember 1943 die Dreimächteerklärung, in der Iran der Abzug der Besatzungstruppen nach dem Ende des Krieges und ein wirtschaftlicher Ausgleich für die Kriegslasten zugesagt wurde.

### Ausgleich mit der Geistlichkeit

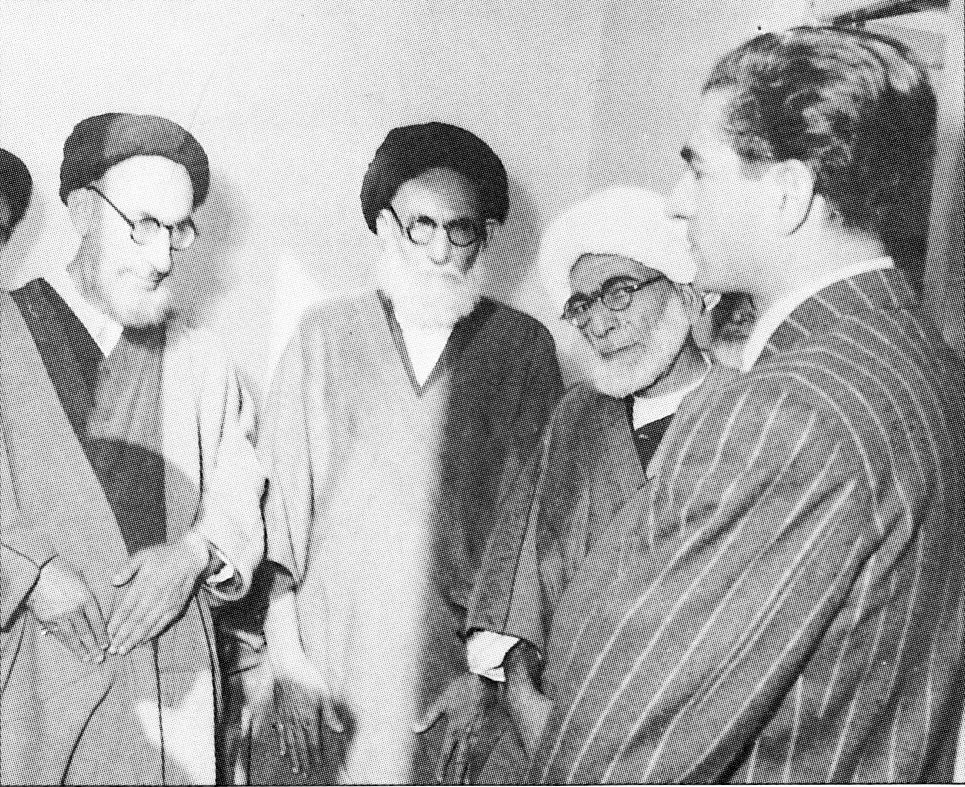
Pahlavi im Gespräch mit Mullahs von Esfahan und Schiras, 1944

Die wichtigste Änderung nach der Abdankung Reza Schahs betraf das Verhältnis der Monarchie zum Klerus. Reza Schah war davon überzeugt, dass der Klerus eines der Haupthindernisse auf dem Weg Irans in die Moderne darstellte. Er traf daher Maßnahmen, die den Einfluss der Geistlichkeit minimierten. Er beschnitt ihr Einkommen durch die Abschaffung der geistlichen Gerichtsbarkeit und die Einführung eines säkularen Rechtssystems, und er verringerte ihren kulturellen und gesellschaftlichen Einfluss durch die Einführung eines modernen, koedukativen Bildungssystems.
Wenige Monate nachdem Mohammad Reza den Thron von seinem Vater übernommen hatte, sandte er einen Boten mit einer Geldsumme nach Nadschaf, um Ajatollah Kasem Schariatmadari zur Rückkehr nach Iran einzuladen. Pahlavi war der Überzeugung, dass alle Mullahs „aus tiefstem Herzen Monarchisten“ seien und dass sich die Geistlichkeit voll im Klaren darüber sei, dass der Islam aufgrund einer latenten kommunistischen Bedrohung in Iran nicht ohne die Monarchie überleben könnte.
Ajatollah Kasem Schariatmadari, der wenige Jahre zuvor aus Protest gegen die antiklerikale Politik Reza Schahs Iran verlassen hatte, nahm die Einladung an und kehrte im Juni 1942 unter dem Jubel von mehr als 100.000 Teheranern zurück. Der Ajatollah Kasem Schariatmadari erklärte, dass der Schah ihm zugesichert habe, die gegenüber der Geistlichkeit feindselige Politik seines Vaters nicht fortzusetzen, das Tragen des Tschadors wieder zu erlauben, den Religionsunterricht in den Schulen inklusive eines Schulgebets einzuführen und die Koedukation umgehend abzuschaffen. Mohammad Reza Pahlavi entsprach den Forderungen Ajatollah Kasem Schariatmadaris. Die schiitische Geistlichkeit hatte im neuen politischen System wieder Macht und Einfluss.
Wenige Jahre später, als der Ajatollah Hossein Borudscherdi nach Iran zurückkehrte, brach Pahlavi mit dem Protokoll und besuchte ihn im Krankenhaus. In diesen Tagen wurde er nicht müde, den Klerus aufzufordern, politisch aktiver zu werden. Ab 1946 mussten die Züge erstmals in Iran zu den Gebetszeiten anhalten, damit die Gläubigen ihre vorgeschriebenen Gebete abhalten konnten.

### Nachkriegszeit
Das Ende des Zweiten Weltkriegs brachte Iran nicht den Frieden. Die britischen und US-amerikanischen Truppen begannen wie vereinbart mit dem Abzug ihrer Truppen. Die Sowjetunion weigerte sich jedoch und löste damit die erste internationale Krise nach Kriegsende, die Irankrise, aus, die den Beginn des Kalten Krieges markierte. In den Jahren 1946 und 1947 gewann der Schah große Popularität durch die erfolgreiche Zurückdrängung der Sowjetunion aus den Nordprovinzen Irans (Aserbaidschan). Die rechtliche Grundlage bildeten das Dreimächteabkommen aus dem Jahre 1942 und die Dreimächteerklärung aus dem Jahre 1943. Der politische Druck von Präsident Harry S. Truman, der Stalin mit einem Wiedereinmarsch amerikanischer Truppen in Iran drohte, führte zu einem Einlenken Stalins. Nach dem Abzug der sowjetischen Truppen erfolgte die Zerschlagung der von der Sowjetunion unterstützten Republik Kurdistan in Mahabad und der Aserbaidschanischen Volksregierung. Der 12. Dezember wurde ab 1946 als „Tag der Befreiung Aserbaidschans“ (ruz-e nedschat-e Azarbaidschan) bezeichnet. Die Wirtschaft Irans lag nach dem Ende des Zweiten Weltkriegs vollständig am Boden. Die elf Tonnen Goldreserven der iranischen Nationalbank hatten sowjetische Truppen im Rahmen ihres Abzugs aus Teheran in die Sowjetunion mitgenommen.

## Attentate

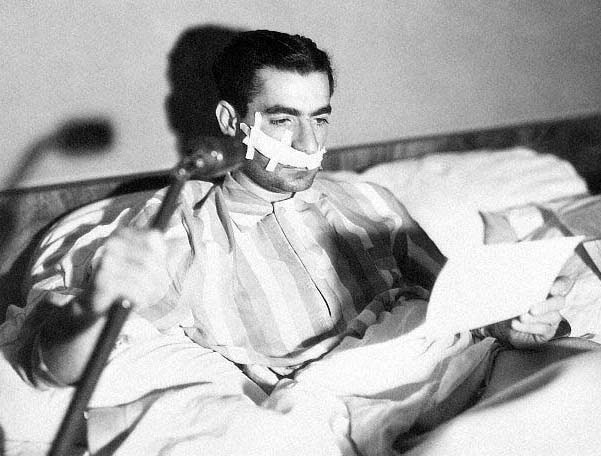
Pahlavi im Krankenhaus nach dem Attentat vom 4. Februar 1949

### 4. Februar 1949
Am 4. Februar 1949 gegen 15 Uhr wurde auf Mohammad Reza Pahlavi ein Attentat verübt. Bei einem offiziellen Besuch Pahlavis der Universität Teheran gelang es dem Attentäter Fakhr Araϊ (= Fachr Arai) mittels eines Presseausweises, ausgestellt von der Zeitung Partcham Islam („Die Fahne des Islam“), Zutritt zu erlangen. Als der Schah auf das Gebäude der rechtswissenschaftlichen Fakultät zuging, näherte sich ihm Araϊ mit einem Fotoapparat und zog eine Pistole. Er zielte auf den Schah und feuerte fünf Schüsse ab. Die ersten drei Kugeln streiften nur die Kopfhaut, die vierte Kugel durchschlug die Unterlippe und den Wangenknochen, die fünfte Kugel traf das Schlüsselbein. Durch Schüsse von den Schah begleitenden Offizieren wurde Fakhr Araϊ zuerst am Bein und dann von zwei Kugeln an Bauch und Hüfte getroffen. Er starb unmittelbar nach dem Attentat.
Obwohl nicht nachgewiesen werden konnte, dass der Attentäter im Auftrag der kommunistischen Tudeh-Partei gehandelt hatte, wurde das Attentat als Vorwand genutzt, um die Partei zu verbieten. Ihre Mitglieder gingen zunächst in den Untergrund, um sich der möglichen Festnahme zu entziehen. Die Parteistruktur blieb daher weitgehend erhalten. In der Regierungszeit von Premierminister Mossadegh trat die Partei wieder öffentlich in Erscheinung, da Mossadegh das Parteienverbot nicht mehr durchsetzte; aufgehoben wurde es jedoch auch nicht.
Noch im Februar legte Pahlavi dem Parlament ein Gesetz zur Errichtung einer zweiten Kammer, des Senats (Kach-e Madschles-e Sena), vor, die zwar in der Verfassung von 1906 vorgesehen, aber bis dato noch nicht konstituiert worden war. Am 27. Februar 1949 stimmte das Parlament der Gesetzesvorlage zu, und bereits am 21. April 1949 wurde der Senat vom Schah eröffnet. Mit der Errichtung des Senats konnte Pahlavi seine Machtbasis gegenüber dem Parlament erweitern, da die Senatoren je zur Hälfte von ihm ernannt und von der Bevölkerung direkt gewählt wurden. Die erste Sitzung des Senats fand am 9. Februar 1950 statt.

### 10. April 1965
Das zweite Attentat am 10. April 1965 um 9:30 Uhr durch Reza Schams Abadi, einen Angehörigen der Kaiserlichen Leibwache, traf Pahlavi im Eingangsbereich seines Palastes. Mit einer Maschinenpistole bewaffnet, feuerte der Attentäter in die Eingangshalle, tötete zwei Leibwächter und verwundete einen weiteren, bevor er von Kugeln getroffen zusammenbrach. Bei den Ermittlungen zu den Hintermännern tauchte als mutmaßlicher Auftraggeber der im Exil weilende Ex-General Teymur Bachtiar auf. Beim Prozess gegen sechs Verschwörer wurden Ahmed Mansuri und Ahmed Kamerani zum Tode verurteilt, Parviz Nikkhah erhielt eine lebenslange Freiheitsstrafe, weitere Angeklagte wurden freigesprochen. Die Todesstrafe für die beiden Hauptangeklagten wurde nach einem direkten Gespräch zwischen Ahmed Mansuri und Pahlavi per Erlass in lebenslange Haft umgewandelt. Am 2. Januar 1971 wurden alle drei Verurteilten begnadigt und auf freien Fuß gesetzt.

## Die Verstaatlichung der Ölindustrie

### Die Ermordung des Premierministers Razmara
Die wirtschaftliche Entwicklung Irans war und ist an die Öleinnahmen (pule naft) gebunden. Da die mit der Anglo-Iranian Oil Company (AIOC, heute: BP) aus dem Jahre 1933 geschlossene Vereinbarung Iran nur 8 % der Nettogewinne aus dem Ölverkauf zubilligte, wurde 1950 vom Parlament eine spezielle Kommission eingesetzt, die sich mit der Frage der Ölkonzessionen befassen sollte. Der Vorsitzende dieser Kommission war Mohammad Mossadegh, der später durch Premierminister Ali Razmara ersetzt wurde. Mehrheitseigentümer der AIOC blieb weiterhin der britische Staat. Im Jahr 1950 verhandelte die US-amerikanische Arabian-American Oil Company (ARAMCO, heute: Saudi Aramco) mit den Saudis über ein neues Abkommen, das eine 50/50-Aufteilung der Nettoöleinnahmen vorsah. Die Iraner wollten mit der britisch geführten AIOC eine vergleichbare Regelung erzielen. Die Verhandlungen Premierminister Razmaras mit der AIOC konnten allerdings nicht zu Ende geführt werden, da Razmara am 7. März 1951 von Chalil Tahmasebi, einem Mitglied der radikalislamischen Fedajin-e Islam, erschossen worden war. Ajatollah Abol-Ghasem Kaschani erklärte den Mörder Razmaras zu einem „Retter des iranischen Volkes“ und forderte seine umgehende Entlassung aus dem Gefängnis. Am Tag nach der Ermordung Razmaras wurde von der Ölkommission des Parlaments die Verstaatlichung der Ölindustrie beschlossen.

Der Streit um die Verstaatlichung der Ölindustrie wurde in Iran als politische Grundsatzdiskussion geführt. Für die kommunistische Tudeh-Partei war die Verstaatlichung ein wichtiger Schritt in Richtung eines sozialistischen Irans. Für Mohammad Mossadegh und seine Partei der Nationalen Front ging es eher um politische Souveränität und nationale Ehre. Die islamische Rechte verfolgte eine Politik gegen die Verwestlichung (gharbsadegi) Irans, Razmara hob eher auf die technische Machbarkeit ab. Er wies darauf hin, dass das Öl wie alle Bodenschätze aufgrund eines Verfassungsartikels bereits dem iranischen Staat gehörten, dass es also letztlich nur um die Verstaatlichung der Raffinerien und Anlagen der Ölindustrie gehe. Razmara erklärte vor dem Parlament: 

„Ich möchte hier ganz deutlich sagen, dass Iran gegenwärtig nicht über die industriellen Möglichkeiten verfügt, das Öl aus der Erde zu holen und auf dem Weltmarkt zu verkaufen. … Meine Herrn, Sie können doch mit den Ihnen zur Verfügung stehenden Mitarbeitern nicht einmal eine Zementfabrik managen. … Ich sage das in aller Deutlichkeit, wer das Vermögen und die Ressourcen unseres Landes in Gefahr bringt, begeht Verrat an unserem Volk.“

 Mossadegh entgegnete: 

„Ich meine, die Iraner empfinden nur Hass gegenüber dem, was der Premierminister gesagt hat, und halten eine Regierung für illegitim, die sich auf solch eine sklavenhafte Erniedrigung einlässt. Es führt kein Weg an der Verstaatlichung des Öls vorbei.“

### Das Verstaatlichungsgesetz unter Premierminister Ala
Eine Woche nach der Ermordung Razmaras verabschiedete das Parlament am 15. März 1951 das Gesetz zur Verstaatlichung der Ölindustrie und beauftragte die parlamentarische Ölkommission, die Ausführungsbestimmungen auszuarbeiten. Der Senat stimmte dem Gesetz am 20. März 1951 zu, Pahlavi unterzeichnete es noch am selben Tag und setzte es damit in Kraft. Hossein Ala, der neue Premierminister, sollte die anstehenden Verhandlungen zur praktischen Umsetzung der Verstaatlichung mit der Geschäftsführung der AIOC führen, die dem britischen Staat indirekt unterstellt war. Allerdings legte Mossadegh, der zu diesem Zeitpunkt Abgeordneter des Parlaments und Sprecher des parlamentarischen Ausschusses für Ölfragen war, am 26. April einen Neun-Punkte-Plan als Ausführungsbestimmungen des Verstaatlichungsgesetzes vor, ohne Premierminister Ala zu konsultieren, woraufhin Ala seinen Rücktritt einreichte.

### Die Umsetzung der Verstaatlichung unter Premierminister Mossadegh

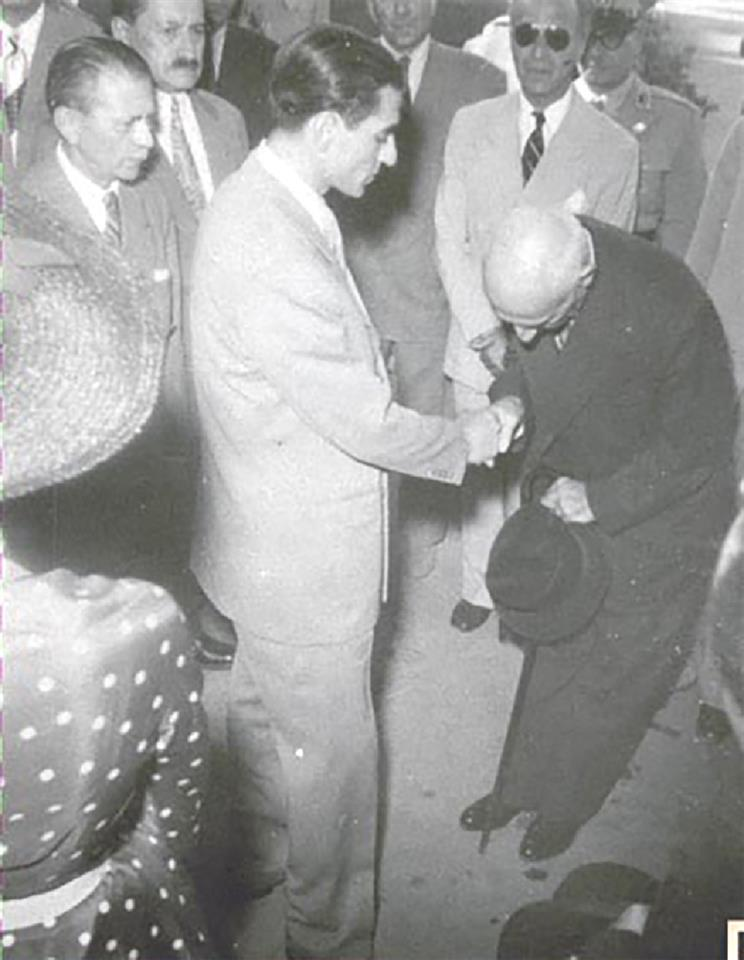
Mohammad Mossadegh bei Mohammad Reza Pahlavi, 1952

Am 29. April 1951 ernannte der Schah Mossadegh zum neuen Premierminister. Inzwischen hatte das Parlament Mossadeghs Neun-Punkte-Plan angenommen. Am 30. April wurde der Neun-Punkte-Plan vom Senat bestätigt und am 1. Mai 1951 von Pahlavi in Kraft gesetzt.
Im Juni 1951 nahm die neu gegründete National Iranian Oil Company (NIOC) ihre Arbeit auf. Die provisorische Geschäftsführung der NIOC reiste nach Chorramschahr und erklärte, die Arbeiter und Angestellten der AIOC seien ab jetzt Angestellte der National Iranian Oil Company. Sie forderten die Herausgabe der Kasse und wiesen die Geschäftsleitung der AIOC an, dass 75 % aller Einnahmen rückwirkend vom 20. März 1951 an die iranische Staatskasse zu überweisen seien. Die lokale Geschäftsführung der AIOC in Abadan erklärte daraufhin, dass alle Angestellten und Arbeiter Beschäftigte der britischen AIOC seien und dass sich die NIOC an die Konzernzentrale in London wenden solle. Die im Hafen liegenden Tanker wurden nicht mehr mit Öl beladen, und der Verkauf iranischen Öls kam zum Erliegen. Die Auseinandersetzung um die Verstaatlichung der Ölindustrie entwickelte sich zur Abadan-Krise. Die Briten riefen den Internationalen Gerichtshof in Den Haag und später den Sicherheitsrat der Vereinten Nationen an, ohne eine Einigung in der Sache zu erzielen. Der Gerichtshof erklärte sich für nicht zuständig, da er nur Konflikte zwischen Staaten regele und es sich hier um einen Konflikt zwischen einem Konzern und einem Staat handele. Auch der Sicherheitsrat lehnte eine Einmischung in diesen Streit ab.
Nachdem sich die innenpolitische Lage in Iran krisenhaft zugespitzt hatte, verlangte Mossadegh vom iranischen Parlament eine umfassende Vollmacht, um persönlich und ohne Einschaltung des Parlaments Gesetze erlassen zu können. Nach heftigen Diskussionen beschloss das Parlament mit den Stimmen der Abgeordneten der Nationalen Front und der kommunistischen Tudeh-Partei am 3. August 1952 das Gesetz zur Bevollmächtigung von Herrn Premierminister Dr. Mohammad Mossadegh für sechs Monate. Wie die in den folgenden Monaten im Parlament geführte Diskussion zeigt, hielt sich Mossadegh nicht an das im Ermächtigungsgesetz vorgesehene Verfahren, die von ihm unterschriebenen vorläufig gültigen Gesetze zur Diskussion und Beschlussfassung dem Parlament vorzulegen. Immer wieder kritisierten Abgeordnete, dass Mossadegh aus Krankheitsgründen nicht vor dem Parlament erscheine und das Land „von seinem Schlafzimmer aus regiere“. Da die Dauer der Vollmachten auf sechs Monate begrenzt war, verlagerte sich die parlamentarische Diskussion hin zu der Frage einer möglichen Verlängerung des Ermächtigungsgesetzes. Eine Mehrheit der Abgeordneten einigte sich darauf, die Vollmacht unter der Bedingung zu verlängern, dass umgehend alle von Mossadegh unterschriebenen Gesetzesvorlagen dem Parlament zur Diskussion und Beschlussfassung vorzulegen seien. Die Verlängerung der Vollmachten für Mossadegh um ein Jahr wurde vom Parlament 20. Januar 1953 beschlossen. Doch Mossadegh hielt sich nicht an die Auflagen des Gesetzes und regierte weiter ohne das Parlament.
Als sich die Mehrheit der Abgeordneten gegen Mossadegh wandte, organisierte Mossadegh am 3. August 1953 ein Referendum zur Auflösung des Parlaments. Am 15. August 1953 unterzeichnete Pahlavi ein Dekret, mit dem er Mossadegh als Premierminister entließ und Fazlollah Zahedi zum neuen Premierminister ernannte. Mossadegh lehnte seine Demission ab und ließ den Offizier, der ihm das Entlassungsdekret überbrachte, festnehmen. Am 16. August 1953 floh der Schah zunächst nach Bagdad und später nach Rom. Mit seiner kompromisslosen Politik in der Ölfrage und der Nähe zur kommunistischen Tudeh-Partei hatte Mossadegh Iran in eine schwere wirtschaftliche und politische Krise geführt. Am 19. August 1953 wurde im Rahmen der US-amerikanisch geführten Operation Ajax Premierminister Mossadegh entmachtet und festgenommen. Nach der Rückkehr des Schahs am 22. August 1953 wurde er zu drei Jahren Gefängnis und anschließendem Hausarrest verurteilt.

### Der Konsortialvertrag

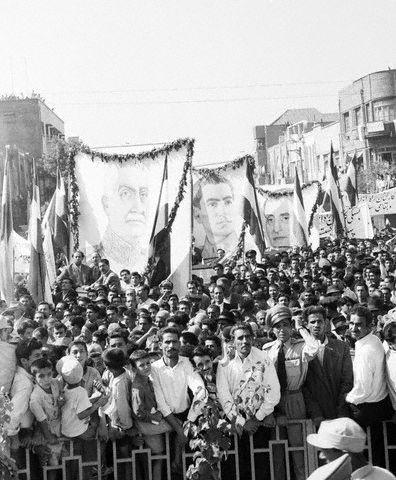
Pro-Schah-Demonstrationen, Teheran 1954

Erst der Sturz der Regierung Mossadegh und die Neuverhandlung der Konzession führten zu einer Neuaufnahme der Ölfördertätigkeit. Mit der iranischen Regierung wurde 1954 zwischen einem Konsortium internationaler Ölgesellschaften ein Konsortialvertrag mit einer Laufzeit von 25 Jahren ausgehandelt. Die Förderung und Verarbeitung sowie der Vertrieb der Ölprodukte waren nun nicht mehr ausschließlich der AIOC vorbehalten. Neben der AIOC waren auch die Shell aus den Niederlanden, die Jersey und weitere kleinere Firmen aus den USA und die Compagnie Française de Pétroles (CFP) aus Frankreich beteiligt. Im Rahmen des Konsortialvertrages wurden nach niederländischem Recht mit Sitz in Iran zwei Gesellschaften mit Sitz in London gegründet, die Iranian Oil Exploration and Producing Co. und die Iranian Oil Refining Co. Diese beiden Firmen gehörten zu 100 % der ebenfalls neu gegründeten Iranian Oil Participants Ltd. mit Sitz in London, deren Anteile sich die im Konsortialvertrag genannten Firmen teilten. Eine weitere neu gegründete Firma mit Sitz in London ist die Iranian Oil Services Ltd., die die technische Ausrüstung für die Ölförderung und Raffinierung liefert. Auch diese Firma gehört zu 100 % den Konsortialpartnern. Die Gewinne der Gesellschaften wurden zu 50 % an den iranischen Staat abgeführt. Als Entschädigung für die Verstaatlichung und die Aufgabe des Monopols zur Förderung persischen Öls, quasi als Ablösesumme für die Konzession aus dem Jahr 1933, erhielt die AIOC von den Ölgesellschaften des Konsortialvertrages 10 Jahre lang 20 Mio. US-Dollar. Der iranische Staat zahlte als Entschädigung für die Verstaatlichung der Industrieanlagen der AIOC 2,5 Mio. US-Dollar pro Jahr. Nach Abschluss des Vertrages hatte die „alte AIOC“ aufgehört zu existieren. Der Name der weiter existierenden Gesellschaft wurde dann auch von AIOC in British Petroleum Company umbenannt.

### Vollständige nationale Kontrolle der iranischen Ölindustrie
Die NIOC war nach dem Konsortialvertrag nur für die „non-basic functions“ wie Ausbildung der Mitarbeiter, öffentlicher Transport, Instandhaltung der Straßen, Häuser für die Arbeiter und Angestellten, deren medizinische Versorgung und Sozialdienste verantwortlich. In eigener Regie betrieb die NIOC lediglich den Verkauf der Ölprodukte in Iran, die Ausbeute des kleinen Naft-e-Schah-Ölfeldes und die Raffinerie in Kermānschāh. Der Betrieb der Ölanlagen in Abadan und die Ausbeutung der wichtigen Ölfelder im Süden Irans wurden weiter von den internationalen Ölgesellschaften kontrolliert.

In einer Rede des Schahs zum zehnten Jahrestag der Weißen Revolution (siehe Abschnitt unten) am 23. Januar 1973 beschuldigte Pahlavi die internationalen Ölgesellschaften, Iran mit ihrer Förderpolitik zu schaden: 

„Wir verhandeln zur Zeit über die Ölförderung mit den Unternehmen, die in Iran mit uns zusammen arbeiten, sowie mit Unternehmen, die mit uns verstärkt zusammenarbeiten wollen. Ohne Details zu nennen, möchte ich die allgemeine Verhandlungslinie für Sie klar darlegen. Als wir 1954 den Konsortialvertrag unterschrieben, konnten wir keine besseren Konditionen erhalten, als wir sie damals aushandelten. Einer der Vertragspunkte war, dass die Ölunternehmen das zukünftige Wohlergehen Irans respektieren. Wir haben Beweise, dass sie das nicht getan haben. Im Vertrag von 1954 ist eine mögliche dreimalige Vertragsverlängerung um jeweils fünf Jahre vorgesehen. Im Abschnitt über die Vertragsverlängerung wurde wiederum darauf Bezug genommen, dass das zukünftige Wohlergehen Irans beachtet werden muss. Wir haben ausreichend Beweise, dass diese Vertragsklausel des Vertrages von 1954 nicht respektiert wurde. Aus diesem Grund werden wir den Vertrag von 1954 auf keinen Fall über das Jahr 1979 verlängern.“

Nach dieser Rede kam es zu neuen Verhandlungen zwischen dem Konsortium und der iranischen Regierung. Pahlavi forderte, dass die NIOC die vollständige Kontrolle über die Ölförderung im Süden Irans und die Raffinerien in Abadan übernehme und die Ölgesellschaften lediglich Käufer des iranischen Öls seien. Im Juli 1973 kam es dann zu einer neuen Vereinbarung, mit der rückwirkend zum 21. März 1973 die Betreibergesellschaften des Konsortiums für die Förderung und den Verkauf des iranischen Öls aufgelöst wurden. Die NIOC übernahm deren Aufgabe und war von nun an zuständig für die Förderung, Verarbeitung und den Verkauf des iranischen Öls. Es hatte 22 Jahre gedauert, bis die iranische Ölindustrie seit der Verabschiedung des Verstaatlichungsgesetzes im Jahr 1951 vollständig in den Händen Irans lag.

## Wirtschaftsprogramme

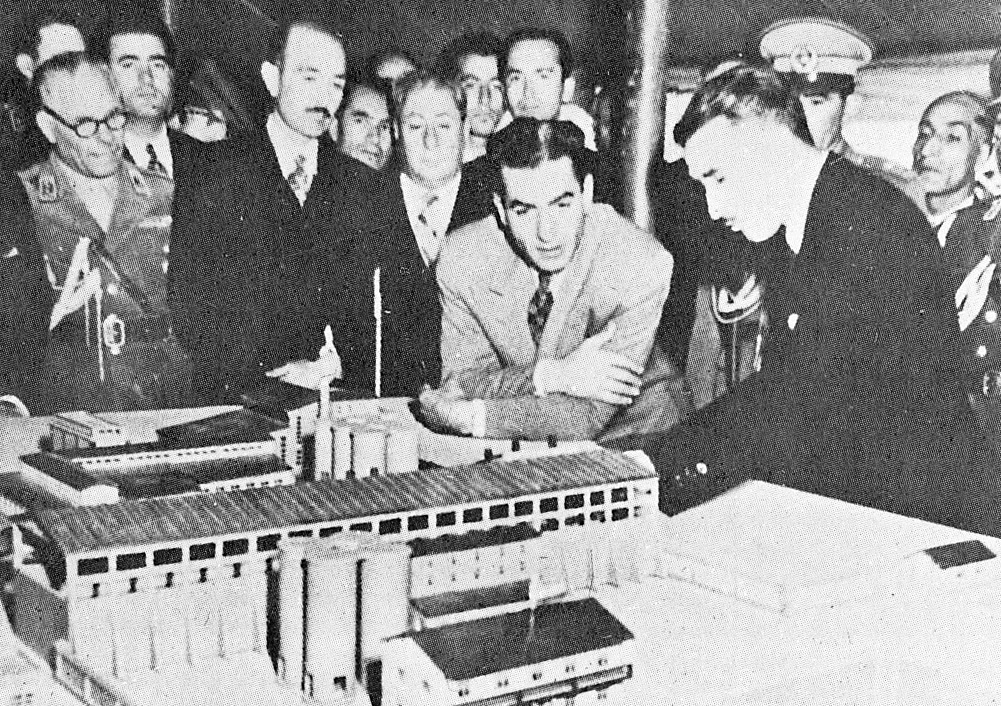
Mohammad Reza Pahlavi besucht eine Projektpräsentation zum zweiten Entwicklungsplan, 1955

Auf Anregung von Abol Hassan Ebtehadsch hatte das iranische Parlament bereits im Februar 1949 ein Gesetz zur Einrichtung einer unabhängigen Planungsbehörde verabschiedet. Der erste Wirtschaftsplan sollte sich über einen Zeitraum von 1949 bis 1955 erstrecken. Die Finanzierung des Plans sollte über die Öleinnahmen und ein Darlehen von der Weltbank über 250 Mio. US-Dollar finanziert werden. Die Weltbank lehnte ab. Die Finanzierung der in diesem Plan vorgesehenen Entwicklungsprojekte musste daher vollständig aus den Öleinnahmen erfolgen. Durch die Verstaatlichung der iranischen Ölindustrie und den von Großbritannien durchgesetzten Boykott des Verkaufs des iranischen Öls kam es in der Regierungszeit von Premierminister Mossadegh zu einer Wirtschaftskrise, die die Umsetzung des Plans zum Scheitern brachte. Die Krise, die unter dem Namen Abadan-Krise in die Geschichte einging, führte zum vollständigen Zusammenbruch der iranischen Ölexporte. Die Wirtschaftskrise löste eine politische Krise aus, die durch Streiks und Massendemonstrationen noch verschärft wurde. Die in dem ersten Wirtschaftsplan begonnenen Vorhaben wurden eingestellt.
Nach den traumatischen Erlebnissen der Abadan-Krise wollte der Schah Iran zu einer Großmacht formen. Nie wieder sollten Fremde und hier vor allem die Briten und die Russen über das Schicksal Irans bestimmen. Noch bevor das neue Ölabkommen im Jahre 1954 unterzeichnet war, bestimmte er Abol Hassan Ebtehadsch zu dem Mann, der die Wirtschaft Irans entwickeln sollte. Ebtehadsch reformierte die Wirtschaftsplanung Irans grundlegend, indem er ein Planungsbüro einführte, das zentral verwaltete, mehrjährige Wirtschaftspläne entwerfen, umsetzen, bewerten und weiterentwickeln sollte. Ebtehadsch betrachtete Wirtschaftsplanung als ein Mittel zur Überwindung des Stillstands der iranischen Wirtschaft, was ihm in den folgenden Jahren auch gelang.
Der zweite Entwicklungsplan, der sich über den Zeitraum von 1955 bis 1963 erstreckte, konzentrierte sich vor allem auf die regionale Entwicklung von Chuzestan als einer Modellregion.
Der dritte Entwicklungsplan, der sich über den Zeitraum von 1962 bis 1967 erstreckte und auf die Schwerpunkte Bildung, Landwirtschaft und Industrie ausgerichtet war, bildete die wirtschaftliche Grundlage für den Beginn der Weißen Revolution.

## Die Weiße Revolution

### Beginn der Landreform

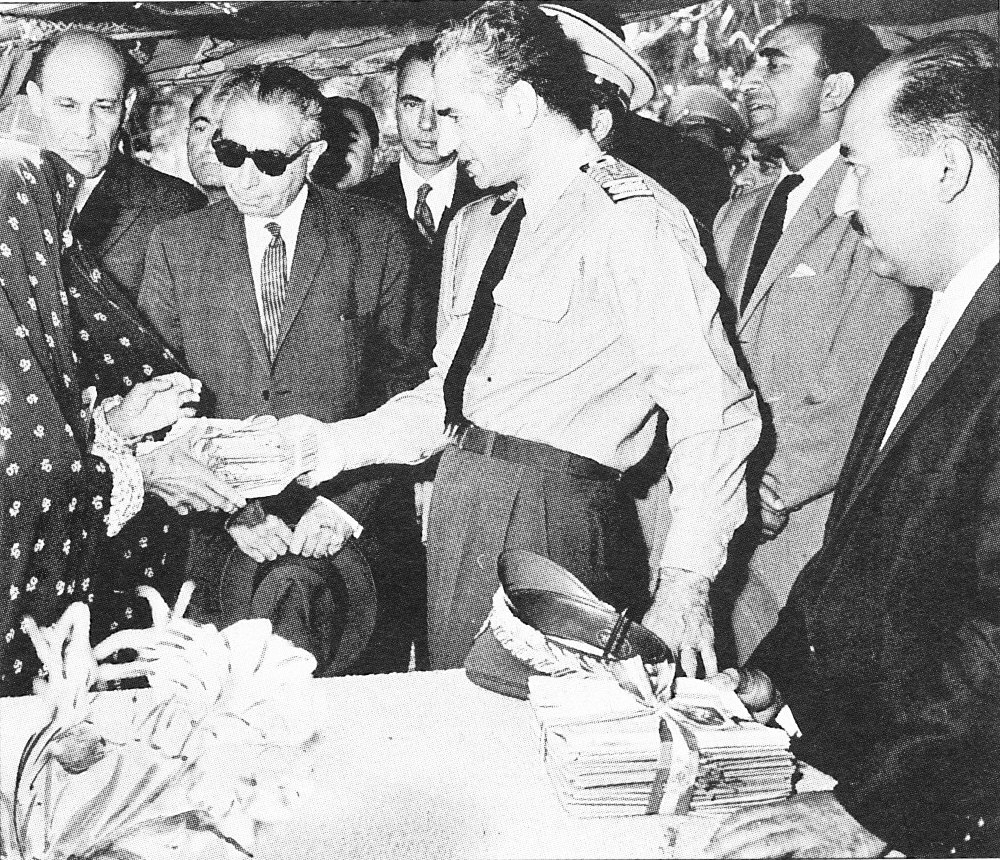
Mohammad Reza Pahlavi, Premierminister Amini und Landwirtschaftsminister Arsandschani bei der Verteilung von Landbesitzurkunden in Kermānschāh, 1961

Pahlavi hatte seit Jahren von der Notwendigkeit einer Landreform als Grundlage weiterer wirtschaftlicher und gesellschaftlicher Reformen gesprochen, aber der Widerstand der Großgrundbesitzer und der Geistlichkeit hatte ihn immer wieder dazu veranlasst, die Reform aufzuschieben. Zum Ende der Regierungszeit von Premierminister Manutschehr Eghbal war vom damaligen Landwirtschaftsminister Dschamschid Amusegar dem Parlament ein Gesetz zur Landreform vorgelegt worden, das aber von den Vertretern der Großgrundbesitzer im Parlament so verwässert worden war, dass es trotz des am 6. Juni 1960 verabschiedeten ersten Gesetzes zur Landreform zu keiner grundlegenden Neuverteilung des Landbesitzes in Iran kam.
Am 11. November 1961 beauftragte der Schah Premierminister Ali Amini, Vorschläge zur Umsetzung des geplanten Reformprogramms auszuarbeiten. Am 14. November 1961 erklärte Amini, dass der Schah ihn mit Sondervollmachten zur Umsetzung des Reformprogramms ausgestattet habe. Die Abgeordneten der Nationalen Front übten massive Kritik an Amini, so dass Amini am Ende die Anführer der Reformkritiker festnehmen ließ. Im Januar 1962 wies er seinen Landwirtschaftsminister Hassan Arsandschani an, das Gesetz zur Landreform aus dem Jahr 1960 zu überarbeiten. Den Großgrundbesitzern war von nun an nur noch das Eigentum an einem einzigen Dorf gestattet. Den Rest ihres Landbesitzes mussten sie an den Staat verkaufen, der es wiederum zu einem erheblich niedrigeren Preis an die landlosen Bauern abgeben sollte. Ferner räumte der Staat den Bauern günstige Kredite ein, wenn sie sich zu landwirtschaftlichen Kooperativen zusammenschlossen. Aufgrund der von der Geistlichkeit und den Großgrundbesitzern organisierten Protestaktionen trat Premierminister Amini am 18. Juli 1962 zurück.

### Das Sechs-Punkte-Programm

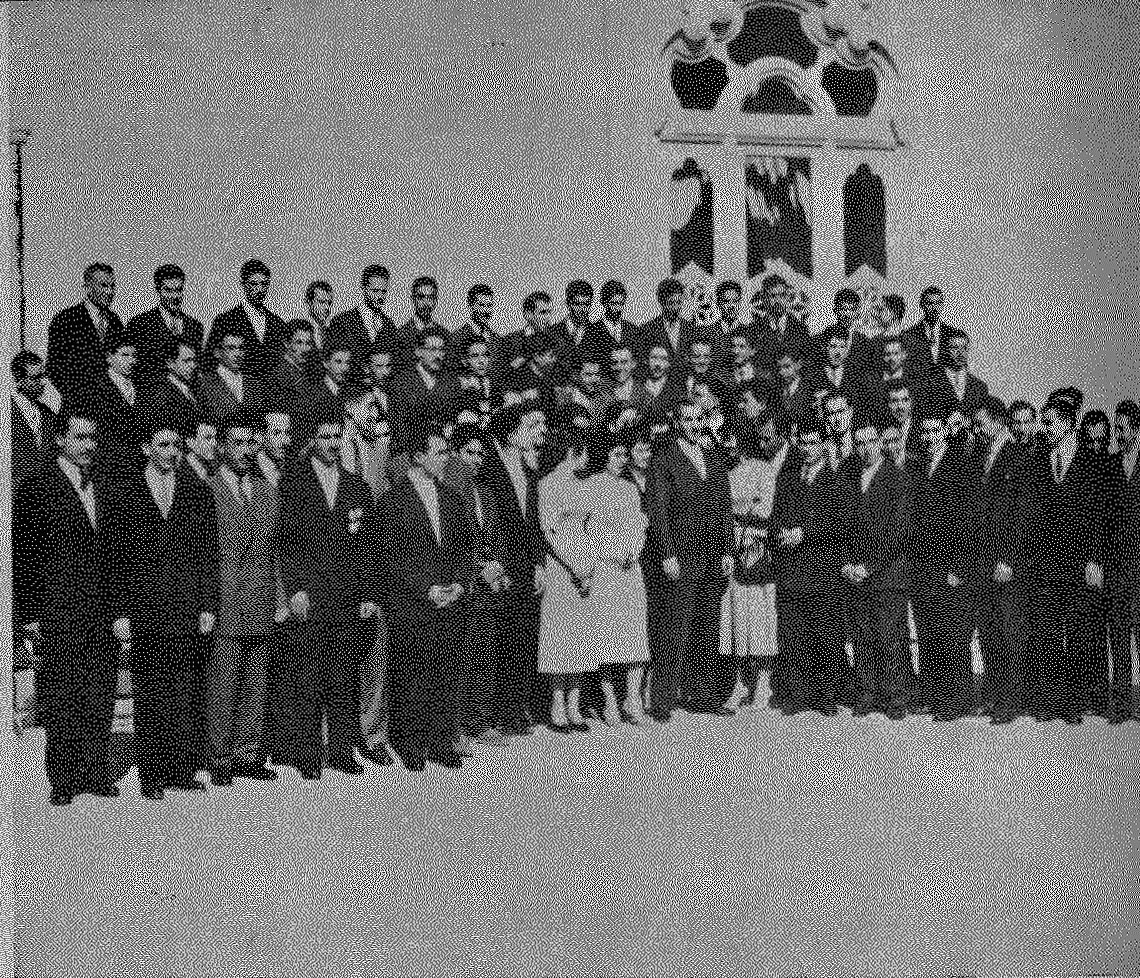
Mohammad Reza Pahlavi mit iranischen Studenten vor ihrer Abreise in die USA und nach Europa, 1960

Die ursprünglichen sechs Punkte der Weißen Revolution umfassten:
1. Abschaffung des Feudalsystems und Verteilung des Ackerlandes von Großgrundbesitzern an Bauern
2. Verstaatlichung aller Wälder und Weideflächen
3. Privatisierung staatlicher Industrieunternehmen zur Finanzierung der Entschädigungszahlungen an die Großgrundbesitzer
4. Gewinnbeteiligung für Arbeiter und Angestellte von Unternehmen
5. allgemeines aktives und passives Wahlrecht für Frauen
6. Bekämpfung des Analphabetentums durch den Aufbau eines Hilfslehrerkorps (Armee des Wissens).

Um den Widerstand der Großgrundbesitzer und der Geistlichkeit gegen die Reformen zu brechen, entwickelten iranische Wirtschaftsexperten ein wirtschaftliches und gesellschaftliches Reformkonzept, das sie Weiße Revolution nannten und das in den kommenden Jahren aus dem feudal geprägten Agrarstaat Iran einen modernen Industriestaat machen sollte. Mit der Weißen Revolution wollte Mohammad Reza Schah die wirtschaftlichen und sozialen Reformen in Iran koordinieren und bündeln. Das Kabinett von Asadollah Alam, der nach dem Rücktritt von Premierminister Amini zum neuen Premierminister gewählt worden war, hatte den Auftrag, die Reformen in entsprechende Gesetze zu fassen. Dieses umfassende Reformprogramm der Weißen Revolution konnte nur gelingen, wenn es von der breiten Mehrheit der iranischen Bevölkerung getragen würde. Aus diesem Grund sollten die iranischen Bürger in einem Referendum darüber abstimmen, ob sie die Reformvorhaben des Schahs befürworteten oder ablehnten.
Obwohl Chomeini das Referendum als ein gegen Gott gerichtetes Vorhaben brandmarkte und alle Gläubigen aufrief, nicht an der Abstimmung teilzunehmen, sprachen sich am 26. Januar 1963 5.598.711 Iraner dafür und nur 4.115 dagegen aus. Großajatollah Hossein Borudscherdi hatte sich ebenfalls gegen die Reformen ausgesprochen, doch durch seinen Tod im März 1961 wurde die gegen sie gerichtete Fatwa ungültig. Mit der deutlichen Zustimmung der Iraner zu den geplanten Reformvorhaben war der Widerstand der Großgrundbesitzer und der Geistlichkeit zunächst gebrochen. Am 27. Februar 1963 erklärte der Schah bei der Eröffnung eines Wirtschaftskongresses zum aktiven und passiven Frauenwahlrecht an die Frauen Irans gerichtet: „Unsere Revolution, die in der ganzen Welt nur Zustimmung findet, wäre nicht vollständig, wenn Ihnen dieses elementare Menschenrecht vorenthalten würde.“ Aktives und passives Frauenwahlrecht wurden im September 1963 eingeführt.
Der Schah rief zunächst zwei Parteien mit den Namen Melliyun (Nationalpartei) und Mardom (Volkspartei) ins Leben, deren Programme fast identisch waren. Aufgrund ihres Charakters als Marionettenparteien erhielten sie die Spitznamen Yes-Partei und Yes-Sir-Partei. Eine sollte die Regierung, die andere die Opposition bilden. 1975 löste er beide Parteien wieder auf und ersetzte sie durch eine einzige, die „Partei der Wiederauferstehung“.

### Der Wirtschaftsaufschwung
Drei Männer steuerten die nun einsetzende wirtschaftliche Entwicklung Irans: Wirtschaftsminister Alinaghi Alikhani, der neue Leiter der Planungsorganisation Safi Asfia und der Direktor der 1960 gegründeten Zentralbank Mehdi Samii. Safi Asfia entwickelte die einen Zeitraum von fünf Jahren umfassenden Wirtschaftspläne, Wirtschaftsminister Alikhani setzte die von Safi Asfia entwickelten Pläne im Rahmen einer reformorientierten Wirtschaftspolitik um, und Mehdi Samii entwickelte das Finanz- und Bankenwesen Irans. Der 1963 verabschiedete 3. Wirtschaftsplan sah Investitionshilfe für die Wirtschaft in Höhe von 2,7 Mrd. US-Dollar vor. Im 1968 verabschiedeten 4. Wirtschaftsplan hatten sich die Investitionshilfen bereits auf 6,7 Mrd. US-Dollar gesteigert. Das damit geschaffene Wirtschaftswachstum war mit jährlich 15 % gewaltig. Nur Südkorea und Singapur wuchsen schneller.
Die Steigerung des Wohlstandes kam aber hauptsächlich den höheren Schichten zugute. 1960 hatten die reichsten 20 % der Bevölkerung einen Anteil an den gesamten Ausgaben von 52 %, die ärmsten 20 % gaben demgegenüber nur unter 5 % der Gesamtausgaben aus. Iran war damit schon damals eines der Länder mit der größten Ungleichheit. In den nächsten 14 Jahren vergrößerte sich der Abstand zwischen Ärmsten und Reichsten weiter. Einer Schätzung zufolge konzentrierte sich die wirtschaftliche Macht 1974 in den Händen von 45 Familien, die alle eine enge Beziehung zum Herrscherhaus hatten. Sie besaßen zusammen 85 % der größten Unternehmen des Landes.
Infolge des Wirtschaftswachstums entstand Anfang der 1970er Jahre eine Gruppe reicher Industrieller und Händler, die sich aber vom politischen System des Schahs nicht mehr vertreten fühlte. Die zunehmende Zahl von gut ausgebildeten Arbeitern in der Industrie und im Dienstleistungsbereich vertrat ihre Forderungen mit einem gesteigerten Selbstbewusstsein. Die traditionelle Mittelschicht, besonders die Bazaris, wurden aber von den Wirtschaftsreformen hart getroffen. Für drei Viertel der Bauern war das im Zuge der Landreform zugeteilte Grundstück für eine rentable Bewirtschaftung zu klein, so dass sie es an große Agrarkonzerne verkaufen mussten und in die Armenviertel der Großstädte abwanderten.

### Langfristige Planung

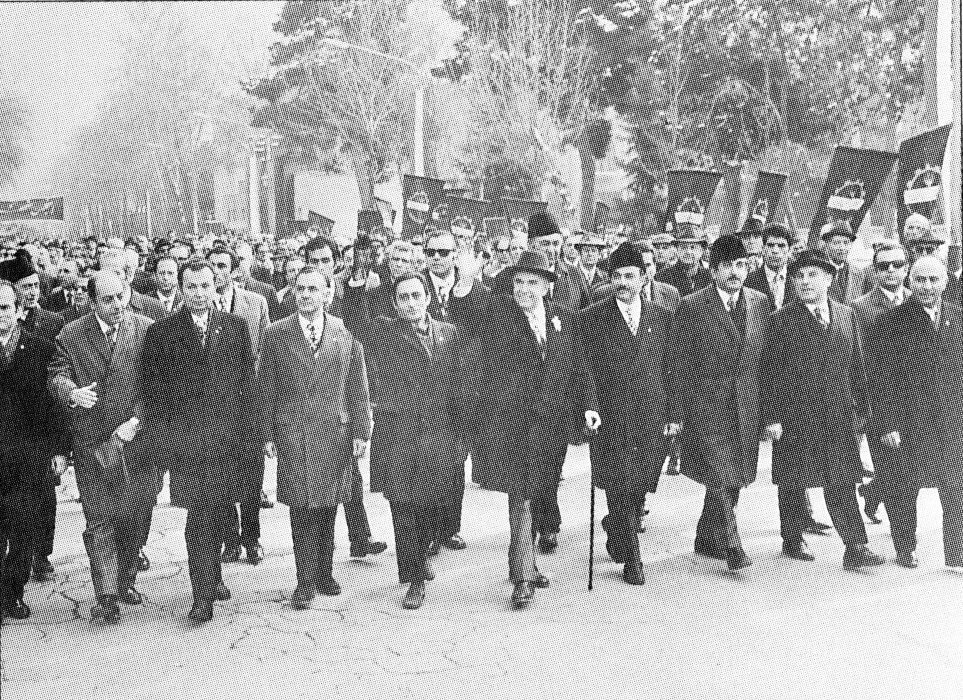
Premierminister Amir Abbas Hoveyda und sein Kabinett, 1975

1976 wurden in der Planungsorganisation neben dem 6. Fünfjahresplan ein die nächsten 20 Jahre umfassender Perspektivplan für die Jahre 1972 bis 1992 und ein Nationaler Raumentwicklungsplan erstellt. Im Rahmen des Nationalen Raumentwicklungsplans sollten vor allem die weniger entwickelten Gebiete Irans stärker gefördert werden, um der Abwanderung in die Städte entgegenzuwirken. Im Rahmen des 6. Wirtschaftsplans sollte die Abhängigkeit von den Öleinnahmen durch den weiteren Ausbau der Industrieproduktion und des Bergbaus gemildert werden.
Der 20 Jahre umfassende Perspektivplan basierte auf den Vorstellungen Mohammad Reza Schahs zur Entwicklung der „Großen Zivilisation“. Iran hatte es als eines der wenigen Länder der Dritten Welt geschafft, sich aus dem Zustand der Unterentwicklung zu befreien. Iran hatte das Geld, die natürlichen Ressourcen, die Führungskräfte und die Arbeitskräfte, um ein moderner Industriestaat zu werden. Nach dem Perspektivplan sollte die Islamische Republik Iran 1990 den wirtschaftlichen Stand vom Europa des Jahres 1978 erreicht haben, und bis zum Jahr 2000 wollte man mit den Ländern Europas wirtschaftlich und gesellschaftlich auf einer Stufe stehen.

### Regionale wirtschaftliche Zusammenarbeit
Im Juli 1964 unterzeichneten die Türkei, Iran und Pakistan den Vertrag zur Regionalen Kooperation für Entwicklung (RCD, Regional Cooperation and Development) als Ergänzung zur militärischen Zusammenarbeit im Rahmen der CENTO. Ziel des Abkommens war eine Stärkung des Handels zwischen den Partnerländern, um ihr chronisches Zahlungsbilanzdefizit gegenüber dem Westen abzubauen. Langfristig wurde eine Währungsunion angestrebt. Der gemeinsame Markt der Länder umfasste 170 Millionen Menschen. Damit war die wirtschaftliche Grundlage für eine Steigerung der Industrieproduktion bis hin zur Massenproduktion von Konsumgütern gegeben. Als Vorbild der RCD dienten die Europäische Gemeinschaft und die EFTA.
Neben allgemeinen Absichtserklärungen zur verstärkten Zusammenarbeit enthielt der Vertrag konkrete Projektabsichten zur Verbesserung der Kommunikationssysteme, dem Ausbau der Überlandstraßen, der Eisenbahn- und Flugverbindungen. Konkret wurden die Gebühren für Briefe, Telegramme und Telefongespräche zwischen den Ländern gesenkt und der zwischenstaatliche Handel verstärkt. Handelsexperten wurden zwischen den Ländern ausgetauscht, technische Hilfe bei industriellen Großprojekten geleistet und der Aufbau einer gemeinsamen Handelsmarine in Angriff genommen. Iran lieferte Öl zu Vorzugspreisen an Pakistan und die Türkei.
Um das kulturelle Band zwischen den Ländern zu stärken, wurden Schulbücher überarbeitet, Lehrstühle für den akademischen Austausch zwischen den RCD-Ländern eingerichtet und die Curricula überarbeitet, um die Ausbildung in Sprache und Kultur der drei Länder wechselseitig zu fördern.
Als Entscheidungsgremium diente der Ministerrat der Außenminister der RCD-Länder. Eine Planungskommission, die aus Vertretern der einzelnen staatlichen Planungskommissionen bestand, bereitete die Sitzungen des RCD-Ministerrats vor. Ministerrat und Planungskommission verfügten über ein eigenständiges Sekretariat mit einem Generalsekretär im Range eines Botschafters.
Ab 1969 strebte Pahlavi einen Ausbau der RCD durch Aufnahme von Afghanistan und Indien an. Während der Jahre 1974 bis 1976, als die Öleinnahmen Irans einen neuen Höhepunkt erreicht hatten, sagte der Schah Afghanistan, Pakistan, Indien, Ägypten, Syrien, Jordanien, dem Sudan und Libanon große Summen als Entwicklungshilfe zu. Diese Staaten begannen entsprechende Projekte in ihre Entwicklungspläne einzuarbeiten, in der Annahme, dass die Finanzierung der Projekte weitgehend von Iran übernommen würden. Nachdem sich aber ab 1975 Saudi-Arabien bei den OPEC-Treffen immer heftiger gegen die von Schah Mohammad Reza Pahlavi geforderten Ölpreiserhöhungen stemmte und die Öleinnahmen Irans dadurch zurückgingen, sah sich Iran nicht mehr in der Lage, seinen internationalen Verpflichtungen nachzukommen.
Die Länder, die gehofft hatten, durch die iranische Wirtschaftshilfe eine stärkere politische Unabhängigkeit zu erlangen, wandten sich von Iran ab und der Sowjetunion zu. Ein Beispiel für die dramatischen politischen Folgen des Wegfalls der iranischen Wirtschaftshilfe ist die politische Entwicklung in Afghanistan. Der Schah hatte 1975 dem afghanischen Präsidenten Mohammed Daoud Khan für wirtschaftliche Aufbauprojekte, insbesondere für den Aufbau eines afghanischen Eisenbahnnetzes, 1,2 Mrd. US-Dollar zugesagt. Mit diesen Mitteln hätte Daoud die nahezu vollständige wirtschaftliche Abhängigkeit Afghanistans von der Sowjetunion verringern können. Bis zum Jahr 1977 waren allerdings erst 10 Mio. US-Dollar iranische Wirtschaftshilfe in Kabul eingegangen. Aufgrund der anhaltend schlechten Wirtschaftslage in Afghanistan und des Ausbleibens der zugesagten Aufbauprojekte kam es im April 1978 zu einem Putsch, bei dem Präsident Daoud erschossen wurde. Der Tod Daouds war zugleich das Ende der Republik Afghanistan. Mit der Gründung der sozialistischen Demokratischen Republik Afghanistan und dem Versuch, durch radikale Reformen einen sozialistischen Staat zu errichten, wurde ein Bürgerkrieg entfacht, der 1979 zum Einmarsch der Sowjetunion führte.
Nach der Islamischen Revolution wurde die wirtschaftliche Zusammenarbeit mit den Nachbarländern zunächst eingestellt. Erst 1985 kam es mit der Gründung der Organisation für wirtschaftliche Zusammenarbeit (ECO) zu einer Neuauflage der RCD.

## Krönung

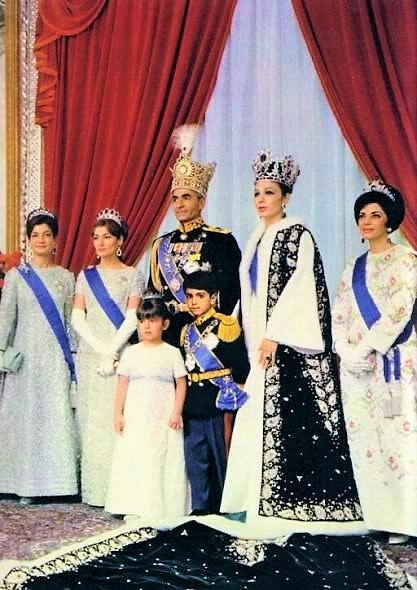
Offizielles Krönungsfoto 1967

Mohammad Reza Pahlavi wurde am 17. September 1941 um 16:30 Uhr durch die Ablegung des Amtseides vor dem iranischen Parlament Schah von Iran. Die Krönungsfeierlichkeiten waren auf einen späteren Zeitpunkt verschoben worden. Iran war im Zweiten Weltkrieg von britischen und sowjetischen Truppen besetzt worden. Die Bevölkerung litt unter der Besatzung. Die Lebensmittelversorgung für die iranische Bevölkerung war aufgrund der Versorgung der Besatzungstruppen rationiert worden.
Mohammad Reza lehnte eine feierliche Krönung so lange ab, bis das Land in der Welt seinen Platz gefunden haben sollte. Am 26. Oktober 1967 hielt er den Tag für gekommen. Die Krönung war als eine iranische Feierlichkeit organisiert worden, zu der keine ausländischen Staatsgäste geladen waren. Einzig Karim Aga Khan IV. wohnte als Gast der Krönungszeremonie bei.
Neben seiner Krönung wollte Mohammad Reza Pahlavi, dass auch seine Ehefrau Farah Pahlavi gekrönt wird, zum ersten Mal in der 2.500-jährigen Geschichte der iranischen Monarchie.

## Verhältnis zu den USA

### CENTO
Die Anwesenheit US-amerikanischer Militärberater war der Sowjetunion ein Dorn im Auge. Sie nannte die iranische Aufrüstung „aggressiv und abenteuerlich“ und fühlte sich ganz allgemein vom Schah bedroht. Die USA erwarteten umgekehrt vom Schah, die Grenze zur Sowjetunion abzuriegeln, die Ölquellen am Persischen Golf sichern zu lassen und zu versuchen, die israelisch-arabischen Spannungen zu mildern. Dass Iran selbst in riesigen Schwierigkeiten steckte und das Land erst einmal wirtschaftlich und sozial entwickelt werden musste, ging „in der Hitze des Kalten Krieges“ unter. Am 2. März 1959 erklärte Iran, dass er die Artikel 5 und 6 des noch aus dem Jahr 1921 stammenden Sowjetisch-iranischen Freundschaftsvertrages, der der Sowjetunion das Recht einräumte, jederzeit Truppen in Iran zu stationieren, nicht mehr anerkenne. Am 5. März 1959 unterzeichneten Iran, Pakistan und die Türkei bilaterale Verteidigungsabkommen mit den USA. Der Bagdad-Pakt wurde in CENTO umbenannt.

### Militärische Aufrüstung
Pahlavi war persönlich von Waffen fasziniert. Er nahm im hohen Maß Rüstungshilfen der USA in Anspruch. Bereits Anfang der 1960er Jahre wurde das Rüstungsprogramm in der US-Regierung als übertrieben und problematisch wahrgenommen.
Im April 1962 reiste Pahlavi nach Washington, D.C., um Präsident John F. Kennedy zu treffen. Sie stimmten darin überein, dass Iran zu schwach sei, einen Angriff der Sowjetunion abzuwehren, aber stark genug werden müsse, um nicht als leichtes Ziel für einen sowjetischen Angriff gelten zu können. Die Entscheidung für eine Aufrüstung Irans war gefallen. Noch im selben Jahr reiste ein Team von US-Militärexperten nach Iran, um sich ein genaues Bild über den technischen Stand der iranischen Armee zu machen. Das Ergebnis war ein Programm, das die Lieferung moderner Waffensysteme und die entsprechende Ausbildung durch amerikanische Militärberater vorsah.

Mohammad Reza Pahlavi zu Besuch bei Richard Nixon (1971)

Die USA hatten in dieser Zeit erhebliche außenpolitische Probleme wegen des Vietnamkrieges. Hinzu kamen durch den Krieg zwischen Indien und Pakistan Probleme in der Region. Am 30. Mai 1968 unterzeichnete Präsident Johnson ein Memorandum, mit dem die in Pakistan stationierten, in die Sowjetunion hineinreichenden Abhöranlagen aus Sicherheitsgründen nach Iran verlegt wurden. Im April 1968 befürworteten US-Außenminister Dean Rusk, Verteidigungsminister Robert McNamara und der nationale Sicherheitsberater Walt Whitman Rostow ein Programm zur militärischen Aufrüstung der iranischen Streitkräfte im Umfang von 600 Millionen US-Dollar, verteilt über die kommenden sechs Jahre. Pro Jahr waren für den Ankauf von Waffensystemen also 100 Mio. US-Dollar vorgesehen.
Die Militärausgaben stiegen insgesamt von 67 Millionen US-Dollar 1953 auf 9,4 Milliarden US-Dollar 1977. Die Zahl der Militärangehörigen wuchs von 20.000 im Jahr 1963 auf 410.000 1977. Sowohl unter US-Diplomaten als auch unter iranischen Spitzenbeamten wurde diese Entwicklung kritisiert, aber es gab auf beiden Seiten vor allem Unterstützer der Aufrüstungspolitik, die zum Teil persönlich von Korruption im Zusammenhang mit den Rüstungsgeschäften profitierten.
1969 wurde Iran erstmals größter Abnehmer von US-Rüstungsexporten weltweit und damit auch wichtig für den Erhalt von Rüstungsunternehmen und -arbeitsplätzen in den USA. Zusammen mit der Abhängigkeit von Ölimporten, verschärft durch die Ölpreiskrise 1973, wurde Iran zum aus Sicht der USA wichtigsten Verbündeten in der Golfregion. Die Rüstungsimporte belasteten die iranische Wirtschaft immer mehr und absorbierten Finanzmittel, die unter anderem für die Nahrungsmittelversorgung, des Gesundheits- und das Bildungssystem fehlten. 1975 versuchte Pahlavi schließlich, weitere Waffenkäufe durch ein Kompensationsgeschäft mit Erdöl zu finanzieren. Die iranischen Preisvorstellungen sowie Proteste von Friedens- und Menschenrechtsaktivisten führten aber zu einer Ablehnung im Kongress der Vereinigten Staaten. Der Schah wollte daraufhin den Kauf von 150 Flugzeugen vom Typ General Dynamics F-16 und 250 McDonnell Douglas F/A-18 Hornet direkt über Öl-Kompensationsgeschäfte mit den Herstellern abwickeln.
Innenpolitisch waren die Waffenimporte einer der Kritikpunkte, die die wachsende Opposition gegen den Schah vorbrachte. Mehrfach wurden US-Militärberater und Mitarbeiter von amerikanischen Rüstungsfirmen zum Ziel von Anschlägen.

## Besuch in Deutschland 1967

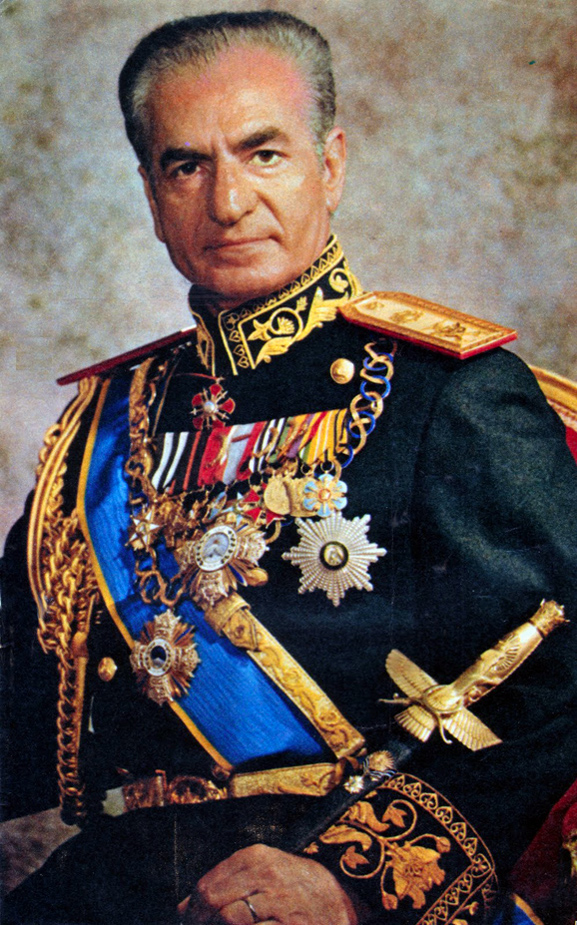
Mohammed Reza Pahlavi (Foto aus den 1970er Jahren)

Der Schah war ab 1951 mit der Deutsch sprechenden Soraya Esfandiary Bakhtiary verheiratet. Das Paar besuchte mehrmals Deutschland, die Ehe wurde jedoch 1958 wegen Kinderlosigkeit geschieden. In der deutschen Regenbogenpresse waren der Schah und seine (neue) Familie auch in den 1960er Jahren häufig Gegenstand reich bebilderter Berichterstattung, andererseits gab es in der deutschen Presse auch zunehmend Kritik. Bei seinem Staatsbesuch 1967 in der Bundesrepublik kam es zu massiven Protesten.
In Rothenburg ob der Tauber wurde er während seines Besuches am 30./31. Mai 1967 mehrheitlich von der einheimischen Bevölkerung bejubelt. Die Ereignisse hat Leonhard F. Seidl in dem 2020 erschienenen Schelmenroman Der falsche Schah verarbeitet.
Bei der Demonstration am 2. Juni 1967 in West-Berlin prügelten „Jubelperser“ und SAVAK-Agenten unbehelligt auf Demonstranten und Passanten ein. Im weiteren Verlauf der gewalttätigen Auseinandersetzungen zwischen den Berliner Sicherheitskräften und den Demonstranten wurde der Student Benno Ohnesorg von dem Polizisten Karl-Heinz Kurras, der 2009 als Stasi-Agent enttarnt werden konnte, erschossen.
Als Reaktion auf den Besuch verbreitete und radikalisierte sich die Westdeutsche Studentenbewegung der 1960er Jahre. Soziale und polizeiliche Reformen unter der SPD-FDP-Regierung seit 1969 wie auch der Terrorismus der Rote Armee Fraktion seit 1970 und der Bewegung 2. Juni seit 1972 gehen mit auf dieses historische Ereignis zurück.

## Innere kulturelle Konflikte
Im Inneren wurde die Politik der Säkularisierung des öffentlichen Lebens, die Reza Schah betrieben hatte, in wesentlichen Grundzügen geändert. Die demonstrative Nähe zu den USA und der damit verbundene militante Antikommunismus wurden von seinen Kritikern als „westorientierte Haltung in gesellschaftlichen Fragen“ interpretiert.
Mit der vor allem von Ali Schariati propagierten Verknüpfung sozialistischer und schiitischer Konzepte war in den 1970er Jahren aber eine Brücke zwischen linken und islamischen Gruppierungen entstanden.
Dass sich zwischen theoretischem Gesellschaftsentwurf und praktischer Politik erhebliche Diskrepanzen ergeben, zeigte die 2500-Jahr-Feier. Sie war bereits 1958 von Schodscha'eddin Schafa vorgeschlagen und zunächst für 1961 geplant worden. Im Oktober 1971 wurden in 50 Prunkzelten in den Ruinen von Persepolis zusammen mit 69 Staatschefs und Monarchen „2500 Jahre iranische Monarchie“ gefeiert.
1976 erfolgte die Einführung eines neuen Kalenders, der als Anfangspunkt der Zeitrechnung nicht die Hidschra Mohammeds, sondern die Krönung des Königs Kyros des Großen hatte, für die Geistlichkeit ein Affront. Bereits Reza Schah hatte den iranischen Sonnenkalender mit iranischen Monatsbezeichnungen als offiziellen Kalender eingeführt, allerdings die Jahreszählung mit der Hidschra beginnen lassen. Dies führte im Lauf der Jahre zu unterschiedlichen Jahresangaben gegenüber dem islamischen Mondkalender. Mit der Neusetzung des Beginns der Jahreszählung wurde somit lediglich die bereits von Reza Schah begonnene Kalenderreform vervollständigt. 1977, nach nur einem Jahr, wurde die neue Jahreszählung von Premierminister Dschafar Scharif-Emami wieder rückgängig gemacht, um den Forderungen der Geistlichkeit nachzukommen. Die Kalenderreform von Reza Schah hat allerdings bis heute Bestand.
Neben der Förderung der traditionellen iranischen Volkskultur, der sich vor allem die Ehefrau von Mohammad Reza Schah, Schahbanu Farah Pahlavi, widmete, wurde im Rahmen des Schiras-Kunstfestivals der Bogen von der vorislamischen Kultur der Achämeniden bis zur modernen westlichen Kultur gespannt. Das Schiras-Kunstfestival war das erste und einzige Festival für moderne Kunst in Iran. Sein Schwerpunkt lag in der Präsentation von elektronischer Musik und Avant-Garde-Kunst im Bereich Musik, Tanz und Theater. Es fand von 1967 bis 1977 in der Stadt Schiras und vor den Ruinen von Persepolis statt. Für konservative Geistliche war das Festival ein Beleg für „die moralische Verkommenheit“ der Pahlavis. 1977 schaltete sich Chomeini in die Diskussion ein: „Es ist schwer, etwas darüber zu sagen. In Schiras werden unanständige Szenen gezeigt, und bald soll dies auch in Teheran geschehen. Niemand sagt etwas. Die Geistlichkeit in Iran schweigt dazu. Ich verstehe nicht, warum die Geistlichkeit nicht protestiert.“ Das für das Jahr 1978 geplante Festival konnte wegen der im Vorfeld der Islamischen Revolution stattfindenden Demonstrationen nicht mehr durchgeführt werden.
Auch der prowestliche persönliche Lebensstil des Schahs und seiner Familie wurde mit Argwohn registriert. Jeden Winter verbrachte die Familie den Skiurlaub in St. Moritz in der Schweiz. In zahlreichen Fernsehinterviews in Französisch und Englisch versuchte der Schah, seine internationale Rolle zu festigen. In einem TV-Interview mit dem US-Journalisten Mike Wallace beklagte sich der Schah 1976 auch über den seiner Meinung nach zu starken Einfluss der „jüdischen Lobby“ in den USA.
Der Demokratie stand der Schah ablehnend gegenüber. Auf die Frage eines Journalisten antwortete er:

„Gedankenfreiheit! Gedankenfreiheit! Demokratie! Demokratie! Fünfjährige, die streiken und auf die Straße gehen!…Demokratie? Freiheit? Was bedeuten diese Wörter? Ich will damit nichts zu tun haben.“

## Gründung der SAVAK und Vorwurf der Folter
Das Gesetz zur Gründung des Geheimdienstes SAVAK wurde am 20. Januar 1957 vom Senat und am 20. März 1957 vom Parlament verabschiedet. Der SAVAK sollte dem Gesetzestext zufolge „die Interessen des Staates schützen und jede Verschwörung gegen das öffentliche Interesse verhindern“. Die Inlandsaufklärung des SAVAK infiltrierte nahezu alle Oppositionsgruppen in Iran, von der von Mossadegh mitbegründeten Nationalen Front bis zur kommunistischen Tudeh-Partei, von den muslimischenVolksmudschahedin bis zu den Fedajin-e Islam und den Hezbollahis, die schiitischen Geistlichen um den Ajatollah Ruhollah Chomeini nahestanden. Kleinere Gruppierungen, wie die maoistische Union der Iranischen Kommunisten (Sarbedaran) oder mitgliederstarke Terrorgruppen wie die Organisation der Volksfedajin-Guerilla Iran standen unter ständiger Beobachtung. In wenigen Jahren hatte sich eine linke Guerillabewegung in Iran etabliert, die zunächst unabhängig operierte. Tausende Regimegegner wurden festgenommen, verhört, gefoltert und, wenn sie in Terroraktivitäten verwickelt waren, auch hingerichtet. Amnesty International schätzte 1977 die Anzahl an politisch inhaftierten Personen in Iran auf einige Tausend.
Die Prozesse gegen politische Gefangene waren Militärtribunale, nach dem Paragraphen für Landesverrat aus dem Jahre 1931, in denen die Erkenntnisse des Geheimdienstes oder unter Folter erzwungene Geständnisse als Beweise galten. Den Angeklagten wurde ein Anwalt zugeteilt. Sie hatten kein Recht auf einen Anwalt ihrer Wahl. Für Landesverrat war die Todesstrafe vorgesehen, die innerhalb von 48 Stunden nach der Verkündung des Urteils durch Erschießen vollzogen wurde. Wurde gegen das Todesurteil Berufung eingelegt, konnte der Schah innerhalb von sechs Tagen einer Berufung zustimmen.
Mit der Gründung der Volksmudschahedin im Jahre 1965 wurde in Iran die erste militante Bewegung des islamischen Sozialismus aktiv. Ihr „Volkskrieg“ richtete sich vor allem gegen die in Iran arbeitenden US-Amerikaner. 1970 schlug ein Versuch, den Botschafter der USA in Iran, Douglas MacArthur, zu entführen, fehl. Auch der Versuch US-Brigadegeneral Harold Price, der Chef der US MAAG in Iran war, zu ermorden, schlug fehl. 1973 gelang den Modschahedin die Ermordung von Oberstleutnant der Armee und Mitarbeiter der US-Militärmission Louis Hawkins. 1975 wurde Oberstleutnant Jack Turner von der US-Luftwaffe „hingerichtet“. 1976 wurden drei Angestellte der Firma Rockwell International, William Cottrell, Donald Smith und Robert Krongard, ermordet. Dem SAVAK gelang es allerdings, die Organisation der Modschahedin zu unterwandern und zahlreiche ihrer Anführer, darunter auch Masud Rajavi, festzunehmen.
Der Schah gab bei einem Interview am 4. Februar 1974 an, die Zahl der Mitarbeiter des SAVAK nicht zu kennen, schätzte jedoch weniger als 2.000 Agenten. Darauf angesprochen, ob er wisse, dass in seinem Land gefoltert werde, antwortete er mit „Nein“. Zeitungsberichte, die über Folter berichteten, bezeichnete er als Lügen.
Ende der 1990er Jahre untersuchte Emad al-Din Baghi im Auftrag der Zeitschrift der iranischen „Märtyrer-Stiftung“ (Bonyade Schahid) und auf der Grundlage der von der Stiftung nach der Islamischen Revolution gesammelten Daten die Zahl der Opfer des Schah-Regimes. Er kam dabei zu dem Ergebnis, dass zwischen 1963 und 1979 insgesamt 3.164 Iraner im Kampf gegen das Regime getötet worden seien, davon 2.781 in den revolutionären Unruhen 1977/78. Die Zahl der Opfer des marxistischen Guerillakampfes ab 1971 beziffert er dabei mit 341, von denen 171 im Kampf mit den Sicherheitskräften getötet, 91 hingerichtet, 15 „verschwunden“ und 42 unter der Folter gestorben seien.

## Sturz

### Offener politischer Raum
Am 7./8. Januar 1978 erschien in der iranischen Zeitung Ettelā'āt ein Artikel über Ruhollah Chomeini. „Jahrelang hatte der Propagandaapparat des Regimes nichts unversucht gelassen, die pure Existenz Chomeinis zu leugnen“, und nun wurde Chomeini als kommunistischer Verschwörer geschmäht. Dieser Artikel, unter dem Pseudonym Ahmad Raschidi-ye Motlagh erschienen, gilt als die Initialzündung der Islamischen Revolution. Als Urheber des Artikels gilt Darius Homayun, Informationsminister im Kabinett von Premierminister Dschamschid Amusegar. Die am 9. Januar von Studenten in Qom organisierte Sympathiekundgebung für Chomeini wurde von den Sicherheitskräften gewaltsam aufgelöst. Vier Demonstranten kamen dabei zu Tode. Die nun im 40-tägigen Rhythmus landesweit ablaufenden Gedenkkundgebungen für die in Qom gestorbenen Demonstranten erhielten immer mehr Zulauf. Großajatollah Schariatmadari forderte von der Regierung eine Entschuldigung gegenüber der Geistlichkeit, bevor sich die sporadischen Demonstrationen zu einer landesweiten Protestwelle ausweiten würden.

Am 5. August 1978 ging Mohammad Reza Schah auf die Forderungen der Demonstranten ein. In einer zum Tag der Verfassung gehaltenen Rede kündigte er demokratische Reformen an: 

„Dies ist ein neues Kapitel in der Geschichte unseres Landes. […] Wir werden dieselben Freiheitsrechte wie in Europa haben, und die Grenzen der Freiheit in Iran werden sich von denen in Europa nicht unterscheiden. […] Das heißt, es wird Parteien geben, friedliche und unbewaffnete Parteien. […] Wir werden Redefreiheit und Pressefreiheit auf der Basis eines neuen Pressegesetzes haben, das wir nach dem Vorbild der Pressegesetze der freien Welt formulieren werden. Die kommenden Wahlen werden vollkommen frei sein; jeder hat das Recht zu wählen, und jede Stimme wird gezählt werden. […] Es muss aber klar sein, dass keine Nation, die sich demokratisch nennt, Schlägereien, Gewalt, Provokationen und Gesetzlosigkeit dulden kann.“

 Der Führer der Oppositionsbewegung Ruhollah Chomeini hatte bereits im Mai 1978 zu den Absichten des Schahs, das politische System zu reformieren, eindeutig Stellung bezogen. Chomeini hatte erklärt: 

„Von welcher Freiheit spricht er? Es liegt nicht an ihm, Freiheit zu gewähren. Gott hat den Menschen die Freiheit gegeben. Der Islam hat ihnen die Freiheit gegeben.“

#### Brandanschlag auf das Cinema Rex
Die Protestmärsche gegen die Regierung gingen weiter und nahmen gewalttätige Formen an. Am 19. August, nach iranischem Kalender am 28. Amordad, dem 25. Jahrestag des Sturzes der Regierung Mossadegh, wurden von Islamisten 28 Kinosäle im ganzen Iran in Brand gesteckt. Über 400 Tote waren bei dem Brandanschlag auf das Cinema Rex in Abadan zu verzeichnen. Chomeini sowie Mehdi Bāzargān und Karim Sandschabi, führende Mitglieder der Nationalen Front, beschuldigten die Regierung, für die Brände verantwortlich zu sein, um die Opposition in ein „schlechtes Licht zu setzen“. Nach heutigem Wissen war für die Planung und Durchführung des Brandanschlags ein Verwandter von Seyyed Ali Chamene’i verantwortlich gewesen. Chomeini hatte bereits vor längerem eine Fatwa gegen „koloniale Programme“ und „westliches Kino“ ausgesprochen.
Mohammad Reza Schah sprach anlässlich des Brandanschlages von der „Großen Angst“, die in Iran bald herrschen würde, wenn die Opposition an die Macht käme. Er wollte damit den Unterschied gegenüber seiner Zukunftsvision für Iran, der „Großen Zivilisation“, deutlich machen. Die Regierung unter Premierminister Dschamschid Amusegar wirkte wie gelähmt. Königin Farah wollte sich umgehend nach Abadan begeben, um die Familien der Opfer zu besuchen und ihnen ihr Beileid auszusprechen. Premierminister Amusegar hielt es aber für besser, erst einmal die Ermittlungsergebnisse abzuwarten. Die Folge waren weitere Demonstrationen im ganzen Land. In Deutschland, Belgien, Dänemark und den Niederlanden besetzten iranische Studenten die iranischen Botschaften. Nachdem am 26. August die Demonstranten in Teheran den Rücktritt von Mohammad Reza Schah gefordert hatten, trat Amusegar am 27. August vom Amt des Premierministers zurück und verließ kurze Zeit später das Land. Neuer Premierminister wurde Dschafar Scharif-Emami.

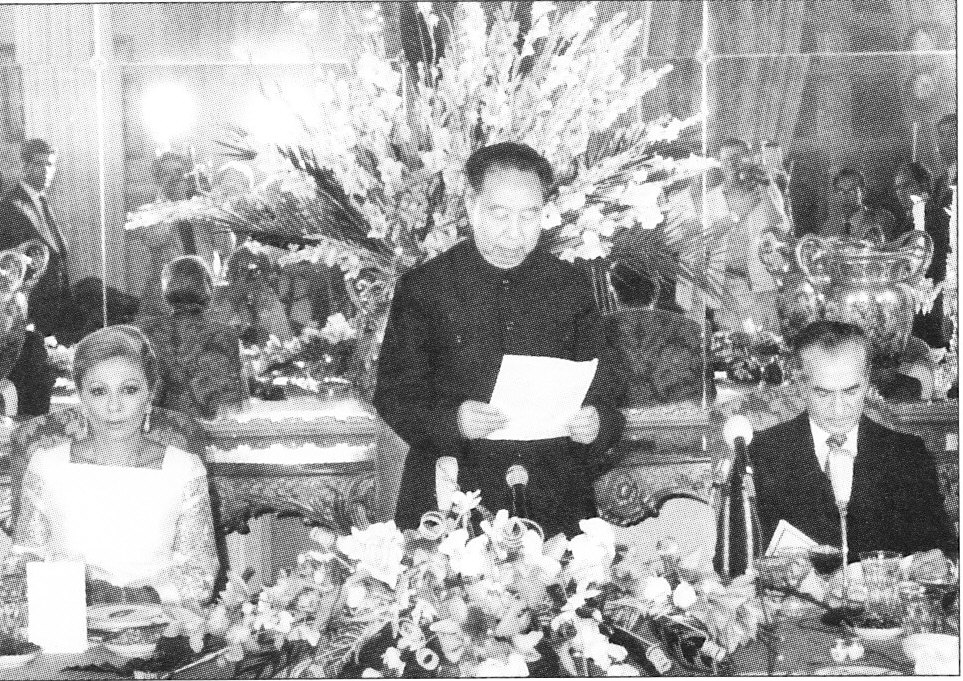
Ministerpräsident Hua Guofeng besucht im August 1978 Teheran

Mit dem ersten Besuch einer hochrangigen chinesischen Delegation seit der Aufnahme diplomatischer Beziehungen zwischen Iran und China kehrte wieder eine gewisse Normalität in den politischen Alltag Irans zurück. Ministerpräsident Hua Guofeng war im August 1978 nach Iran gereist, um die Wirtschaftsbeziehungen zwischen den beiden Ländern auf eine neue vertragliche Grundlage zu stellen. China hatte die Wirtschaftspolitik des Schahs vor allem in der Frage der Erhöhung der Öl- und Gaspreise stets unterstützt, und seit 1970 war Iran für China ein wichtiger Handelspartner geworden.
Um mit Chomeini in einen politischen Dialog zu treten und den Forderungen der Anhänger Chomeinis nach einer Rückkehr ihres Führers in nach Iran nachzukommen, arbeiteten Großajatollah Kasem Schariatmadari, Premierminister Schrarif-Emami und Mehdi Bāzargān von der Partei der Nationalen Front einen Vorschlag mit Bedingungen aus, unter denen Chomeini in neun bis zehn Monaten nach Iran zurückkehren könne, wenn er die bestehende Verfassung anerkenne. Doch Bazargan entschied sich dafür, Chomeini als obersten Führer der Oppositionsbewegung anzuerkennen. Der von Schariatmadari und Scharif-Emami ausgearbeitete Vorschlag wurde Chomeini nicht einmal vorgelegt, da dieser jede Zusammenarbeit und jeden Dialog mit der bestehenden Regierung verweigerte.

#### Der Schwarze Freitag
Am Freitag, den 8. September 1978 (17. Schahrivar 1357), kam es dann zu einer dramatischen Zuspitzung der politischen Auseinandersetzungen zwischen Regierung und Opposition, die als Schwarzer Freitag in die Geschichte Irans eingehen sollte. Die Regierung hatte Truppen aufgeboten, um den weiteren Demonstrationen in Teheran Einhalt zu gebieten. Auf dem Dschaleh-Platz in der Innenstadt Teherans wollten Soldaten einen Demonstrationszug mit Schüssen in die Luft zum Stehen bringen. Wenige Minuten später lagen tote Demonstranten und Polizisten auf dem Platz, ohne dass zunächst klar war, wie es zu den tödlichen Schüssen gekommen war. Die islamistischen Gruppierungen verbreiteten die Nachricht, dass „tausende friedlicher Demonstranten von zionistischen Truppen massakriert worden seien“.
Die offizielle Darstellung der Ereignisse wurde nach einer Untersuchung durch das Militär von Informationsminister Ameli Tehrani der Presse mitgeteilt. Tehrani gab die Zahl der an diesem Tag bei Zusammenstößen mit den Sicherheitskräften in ganz Teheran Umgekommenen und Verletzten mit 86 Toten und 205 Verwundeten an, wovon 64 Personen am Dschaleh-Platz zu Tode gekommen seien. Er erklärte, dass auf die Truppen am Dschaleh-Platz geschossen worden sei und dass diese dann zurückgeschossen hätten. In den Zug der Demonstranten hatten sich in Libyen und Palästina ausgebildete und bewaffnete Agitatoren eingereiht, die die Stimmung anheizen sollten. Im Kabinett wurde davon gesprochen, dass bei den Schusswechseln am Dschaleh-Platz neben den 64 Demonstranten auch 70 Polizisten und Soldaten ums Leben gekommen seien, was aber nicht bekanntgegeben werden solle.
Die von den Oppositionsgruppen verbreitete Nachricht von „15.000 Toten und Verwundeten“ löste weitere landesweite Demonstrationen gegen die Regierung aus und führte am Ende zu einem Generalstreik, der auch die Ölindustrie erfasste. Die offizielle Zahl von 64 toten Demonstranten vom Dschaleh-Platz wurde nicht geglaubt. Der „Schwarze Freitag“ besiegelte das Schicksal der Regierung von Premierminister Scharif-Emami. Am 5. November 1978 stand Teheran in Flammen. Verwaltungsgebäude ausländischer Firmen, Kinos, Läden, in denen Alkoholika verkauft wurden, Busse, Autos und vor allem Bankgebäude waren von oppositionellen Gruppen in Brand gesteckt worden. Nahezu 400 Bankfilialen wurden an diesem Tag in Brand gesetzt. Die Regierung der nationalen Versöhnung von Premierminister Scharif-Emami war mit ihrer Politik der Zugeständnisse an die Opposition vollständig gescheitert. Am 6. November 1978 trat Dschafar Scharif-Emami zurück und verließ wenig später Iran.
Die Islamische Revolution war nicht mehr aufzuhalten. Die Leitfigur war hierbei der aus dem langjährigen irakischen Exil am 6. Oktober 1978 nach Neauphle-le-Château in die Nähe von Paris abgeschobene Ajatollah Chomeini. Chomeini formte in Paris einen Schulterschluss zwischen Teilen der Geistlichkeit, der linksintellektuellen Opposition sowie den marxistisch-leninistischen und maoistischen Gruppierungen, deren gemeinsames Ziel der Sturz des Schahs war.

### Das Kabinett der Militärs
Nach dem Rücktritt von Premierminister Dschafar Scharif-Emami und dem Scheitern einer „Regierung der Nationalen Versöhnung“ wurde General Gholam Reza Azhari neuer Premierminister. Auch die Ministerposten waren weitgehend mit Generälen besetzt worden. Am 5. November 1978 gab Mohammad Reza Schah die Einsetzung einer Militärregierung in einer vom iranischen Fernsehen live übertragenen Rede, die von Seyyed Hossein Nasr, einem islamischen Philosophen und früheren Rektor der Technischen Aryamehr-Universität in Teheran, und Reza Qotbi, dem Leiter des staatlichen Fernsehens, entworfen worden war, persönlich bekannt: 

„Liebe iranische Nation. In einer Zeit der politischen Öffnung, die in den letzten beiden Jahren schrittweise umgesetzt worden ist, habt Ihr, iranische Nation, Euch gegen Unterdrückung und Korruption erhoben. Als König Irans und als Iraner kann ich diese Revolution der iranischen Nation nur gutheißen. Unglücklicherweise haben sich im Rahmen der Iranischen Revolution andere verschworen, Eure Gefühle und Euren Ärger zu Ihrem Vorteil zu nutzen und Aufruhr, Anarchie und Revolten zu organisieren. Die Welle von Streiks, von denen viele rechtmäßig waren, hat sich in den letzten Monaten von ihren ursprünglichen Forderungen entfernt und ist dabei, unsere Wirtschaft und das tägliche Leben der Bevölkerung lahmzulegen, ja sogar die Ölförderung, von der das wirtschaftliche Leben dieses Landes abhängt, zum Stillstand zu bringen. […]
Ich bin mir im klaren darüber, dass sich im Zuge der Maßnahmen, die ergriffen werden, um Aufruhr und Anarchie zu verhindern, Fehler aus der Vergangenheit wie Repression und Unterdrückung wiederholen können. Ich bin mir bewusst, dass manche denken werden, dass mit der Einführung repressiver Maßnahmen im Namen des nationalen Interesses und um des Fortschritts des Landes willen Angst erzeugt werden soll und dass sich die unheilige Allianz materieller und politischer Repression erneut wiederholt. Aber ich als Ihr König, der geschworen hat, die territoriale Integrität des Landes, die nationale Einheit und die schiitische Religion zu beschützen, wiederhole meinen Schwur vor der iranischen Nation. Ich versichere Ihnen, dass sich die Fehler der Vergangenheit, Gesetzlosigkeit, Unterdrückung und Korruption nicht wiederholen werden und dass die durch diese Fehler entstandenen Schäden wiedergutgemacht werden. Ich versichere Ihnen, dass nach der Wiederherstellung von Recht und Ordnung so früh wie möglich eine nationale Regierung berufen werden wird, die die grundlegenden Freiheitsrechte wiederherstellen wird, und freie Wahlen abgehalten werden, damit die Verfassung, die mit dem Blut der Konstitutionellen Revolution erkämpft wurde, wieder in Kraft treten kann. Ich habe die Botschaft Eurer Revolution gehört, iranische Nation […]“

Der Versuch von Mohammad Reza Schah, sich an die Spitze der „Iranischen Revolution“ zu setzen, um auf diese Weise die „Islamische Revolution“ zu verhindern, erschien ihm die einzige Möglichkeit zu sein, die Streiks ohne Blutvergießen zu beenden und die Wirtschaft Irans wieder in Gang zu bringen. Die Regierungserklärung von Premierminister Azhari, der auch das Gespräch mit der Opposition suchte, wurde im Parlament mit viel Beifall bedacht.
Die Militärregierung unter General Azhari führte aber letztlich nur die Politik fort, mit der sein Vorgänger, Dschafar Scharif-Emami, bereits gescheitert war. Festgenommene Gegner der Regierung wurden aus dem Gefängnis entlassen, während ehemalige Minister, Beamte und Offiziere festgenommen wurden. Unter den Festgenommenen fanden sich Amir Abbas Hoveyda, langjähriger Premierminister, Manutschehr Azmun, ehemaliger Minister ohne Geschäftsbereich, Dariusch Humayun, ehemaliger Minister für Information und Tourismus, Mansur Ruhani, ehemaliger Landwirtschaftsminister, General Nassiri, ehemaliger Chef des SAVAK, Manutschehr Nikpay, ehemaliger Bürgermeister von Teheran, Generalleutnant Sadri, ehemaliger Polizeichef von Teheran, Abdulazim Valian, ehemaliger Gouverneur von Chorasan, Schaychulislam Zadeh, ehemaliger Gesundheitsminister, Nili Aram, ehemaliger stellvertretender Gesundheitsminister, und Fereidun Mahdavi, ehemaliger Wirtschaftsminister.
Am 1. Dezember 1978 griff Chomeini die Militärregierung direkt an. Er erklärte am ersten Tag von Muharram, dem schiitischen Trauermonat, dass die Soldaten der Armee es als ihre religiöse Pflicht betrachten sollten, die Kasernen zu verlassen und zu desertieren. Die Soldaten blieben zwar in den Kasernen und desertierten nicht, aber in dieser Nacht hörte man zum ersten Mal von den Dächern Teherans den Ruf „Allahu Akbar“. Bald war dieser Ruf jede Nacht in Teheran zu hören. Zu diesem Zeitpunkt war bereits deutlich geworden, dass die Militärregierung unter General Azhari die Probleme nicht würde lösen können, zumal Mohammad Reza Schah seinen Militärs keine freie Hand gegeben hatte, die andauernden Demonstrationen und Streiks mit dem Einsatz von Gewaltmaßnahmen zu beenden.

### Regierungsauftrag an die Nationale Front
Am 28. Dezember 1978 beauftragte Mohammad Reza Schah Schapur Bachtiar, eine neue Regierung zu bilden. Am 31. Dezember 1978 trat Gholam Reza Azhari vom Amt des Premierministers zurück. Die Generäle kehrten der Politik wieder den Rücken. Schahpur Bachtiar hatte den Regierungsauftrag angenommen. Die Nationale Front, die so lange für eine Teilhabe an der Macht in Iran gekämpft hatte, war am Ziel. Doch der Vorstand der Nationalen Front schloss seinen Vorstandskollegen und Premierminister Schahpur Bachtiar aus der Partei aus. Für die Nationale Front war er zum Verräter geworden, weil er mit Pahlavi zusammenarbeitete. Sie hatte sich bereits mit Chomeini geeinigt, dass sie nur eine Regierung unter der Führung Chomeinis unterstützen würde.

### Die Konferenz von Guadeloupe

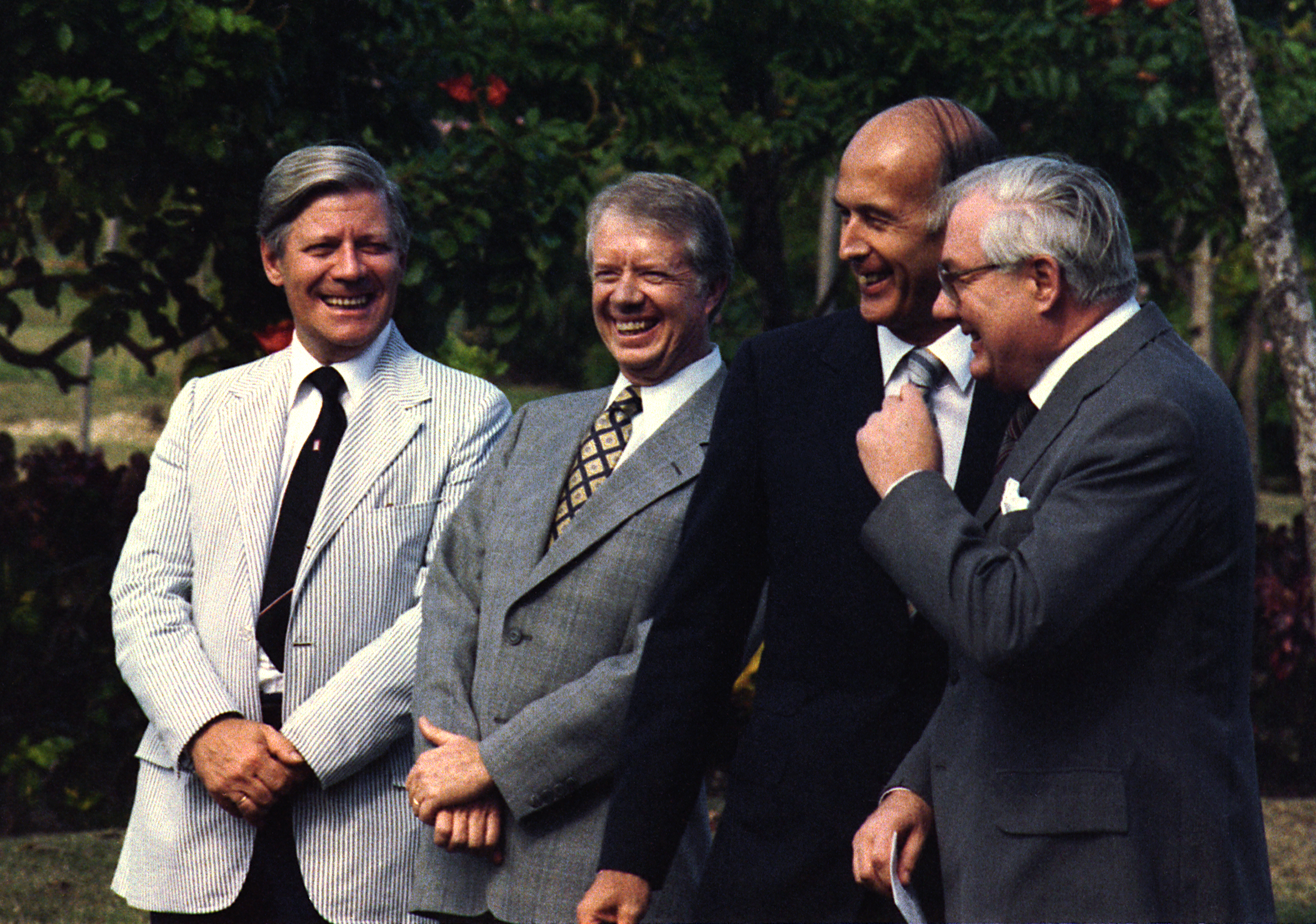
Helmut Schmidt, Jimmy Carter, Valéry Giscard d’Estaing und James Callaghan auf Guadeloupe, 1979

Vom 4. Januar bis 7. Januar 1979 fand auf Einladung des französischen Präsidenten Valéry Giscard d’Estaing in Guadeloupe die Konferenz von Guadeloupe statt. Die Konferenz wurde als informelles Treffen deklariert, um strategische und ökonomische Fragen zu diskutieren. Eine der Hauptfragen, die auf der Konferenz diskutiert wurden, war die Krise in Iran. An der Konferenz nahmen neben dem Gastgeber Valéry Giscard d’Estaing aus Frankreich, Präsident Jimmy Carter aus den USA, Premierminister James Callaghan aus Großbritannien und Bundeskanzler Helmut Schmidt aus Deutschland teil. Auf der Konferenz wurden keine offiziellen Beschlüsse gefasst.

Zu Beginn der Konferenz musste man sich zunächst über eine gemeinsame Beurteilung der Lage in Iran verständigen. Während Helmut Schmidt auf die militärische Bedrohung durch die Sowjetunion hinwies und den stabilisierenden Faktor der Regierung unter Mohammad Reza Schah betonte, war Präsident Carter offensichtlich bereits der Meinung, dass der Schah „nicht zu halten sei“. Carter ging es vielmehr darum, wie es in Iran nach dem Schah weitergehen solle. Vor der Konferenz hatte Zbigniew Brzeziński, der Sicherheitsberater Carters, noch vor der Weltpresse betont, dass die USA den Schah voll unterstützen würden. Doch Präsident Valéry Giscard d’Estaing berichtete über die Diskussion in Guadeloupe in seinem Buch Le Pouvoir et La Vie: 

„Präsident Jimmy Carter erklärte uns überraschenderweise, dass die Vereinigten Staaten entschieden hätten, das Regime des Schahs nicht länger zu unterstützen. Ohne die Unterstützung der Vereinigten Staaten ist das Regime verloren. Ich hatte noch den Bericht von Michel Poniatowski gegenwärtig, der mir mitgeteilt hatte, dass der Schah voll handlungsfähig sei, allerdings voller Trauer, müde und desillusioniert. Er war davon ausgegangen, dass die USA ihn weiter unterstützen würden. Aber innerhalb einer Woche, hatte sich der Wind gedreht… Jimmy Carter erklärt uns die weitere Entwicklung. Das Militär werde die Macht an sich reißen und die Ordnung im Land wiederherstellen. Die militärischen Anführer seien alle prowestlich, die meisten von ihnen seien in den USA ausgebildet worden.“

### Der Schah verlässt das Land

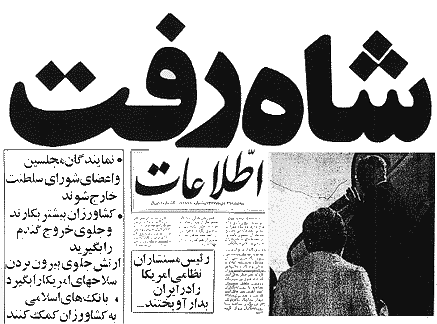
„Schah raft – Der Schah ist gegangen“ – Schlagzeile der Zeitung Ettelā'āt vom 16. Januar 1979

Mit den Worten „Ich bin müde und brauche eine Pause“ verließ der Schah Mohammad Reza Pahlavi, begleitet von seiner Familie, am Mittag des 16. Januar 1979 über den Teheraner Flughafen das Land für immer. Zu Premierminister Schahpur Bachtiar, der ihn am Flughafen verabschiedete, sagte er: 

„Sie haben jetzt alle Macht und Autorität in Ihren Händen. Ich übergebe das Land in Ihre und Gottes Hände.“

 Pahlavi plante, nach einem Besuch bei Präsident Sadat in Ägypten in die USA zu reisen. Bereits am 3. Januar 1979 war die Frage des Besuches in den USA im Special Coordination Committee (SCC) und Nationalen Sicherheitsrat (NSC) des Weißen Hauses besprochen worden. Es war beschlossen worden, dass Pahlavi in den USA willkommen sei und dass er während seines Aufenthalts in den USA in Kalifornien im Walter Annenberg Estate wohnen könne.
Am 18. Januar 1979 erklärte US-Präsident Carter, dass Vietnam die USA gelehrt habe, sich nicht in die inneren Angelegenheiten eines Landes einzumischen, und dass er darauf vertraue, dass Ajatollah Chomeini die Regierung Bachtiar unterstützen werde, da sie rechtmäßig in ihr Amt gelangt sei. Am 20. Januar 1979 reiste der Präsident des Regentschaftsrats Seyyed Dschalaleddin Tehrani, der nach der iranischen Verfassung den Monarchen in seiner Abwesenheit vertritt, nach Paris zu Chomeini und erklärte auf Aufforderung von Chomeini, dass der Regentschaftsrat illegal sei und dass er sein Amt mit sofortiger Wirkung niederlege.
Zwei Wochen später, am 1. Februar 1979, kehrte Ajatollah Chomeini aus dem französischen Exil nach Iran zurück. Mit der Rückkehr Chomeinis trat die Islamische Revolution in eine neue Phase. Es dauerte nur wenige Tage, bis Premierminister Bachtiar ins Exil nach Frankreich fliehen musste.

### Ursachen des Sturzes
Die weitgehende zeitliche Koinzidenz zwischen der Unterzeichnung des Erdöl-Konsortialvertrages im Jahre 1954 mit der Rückkehr des Schahs und mit dem Sturz des Premierministers Mossadegh sowie die treibende Rolle des Schahs im Rahmen der Erdölpreiserhöhungen durch die OPEC wird oft auf westliche politische Interessen und Präferenzen im Erdöl- und Wirtschaftssektor zurückgeführt. In dieser Abhängigkeit vom Westen wird ein Faktor des Sturzes gesehen.
Rolle der USA
„Seit die CIA 1953 dem Schah den Thron rettete“, schreibt Tim Weiner, „bildete der Schah eine zentrale Figur für die Außenpolitik der Vereinigten Staaten im Mittleren Osten.“ Noch 1971 wünschte sich Richard Nixon „mehr Politiker mit seinem Weitblick in der Welt […] und mit seiner Fähigkeit, eine Herrschaft auszuüben, die im Grunde […] auf eine faktische Diktatur wohltätiger Art hinausläuft“. Im Dezember 1977 bezeichnete Jimmy Carter Iran als „Insel der Stabilität in einem stürmischen Meer“. Im August 1978 bezeichnete die CIA in einer Berichterstattung an das Weiße Haus Iran als „denkbar fern einer Revolution“. Eine grandiose Fehleinschätzung, die nach Weiner darauf basierte, dass die Spione und Analysten der CIA 15 Jahre das Selbstbild des Schahs nachbeteten. „Wir haben schlicht und einfach geschlafen“, so der damalige CIA-Direktor Stansfield Turner.
Auf der vom 7. bis 9. Januar 1979 dauernden Konferenz von Guadeloupe erklärte Präsident Jimmy Carter den Staatschefs aus Frankreich, Großbritannien und Deutschland, Präsident Valéry Giscard d’Estaing, Premierminister James Callaghan und Bundeskanzler Helmut Schmidt, dass er das Regime des Schahs nicht länger unterstützen werde. Damit hatte er das weitere politische Schicksal des Schahs entschieden.

Das Verhalten der USA im Zusammenhang mit den Ereignissen, die zur Revolution und zum Sturz des Schahs führten, kommentierte der ehemalige US-Präsident Richard Nixon in seinem Buch The Real War (New York, 1980) folgendermaßen: 

„Im Hinblick darauf, was durch uns dem Schah Irans widerfuhr, werden die Führer jener Staaten, deren freundschaftliche bilaterale Beziehungen mit uns im Interesse unseres Landes liegen, heute mit Recht sich die Frage stellen, ob im Falle, dass auch sie in einer ähnlichen Situation wären, d. h., seitens einer Revolution attackiert würden, welche vom Ausland unterstützt würde, unsererseits ihnen nicht ein ähnliches Schicksal zuteil würde.“

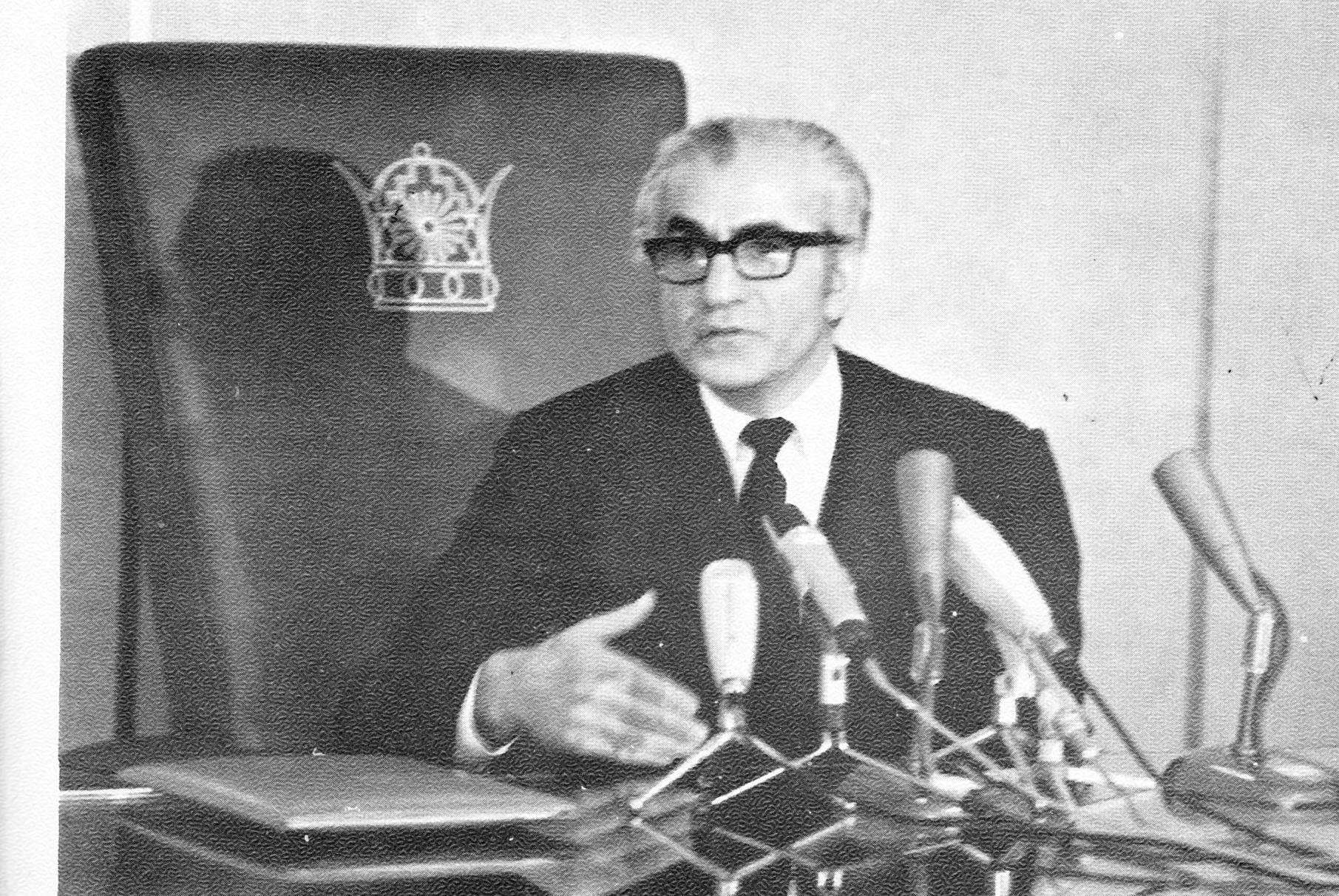
Pressekonferenz. Niavaran-Palast 1971.

Nach dem Kommentar der Wochenzeitschrift Die Zeit vom Februar 1979 verlor der Schah nicht nur den Kontakt zu seiner Bevölkerung, sondern: 

„seine Fehler lagen in seiner Unfähigkeit, das autoritäre System im Gleichschritt mit der Modernisierung zu lockern und in freiere politische Formen zu überführen; in seinem Hochmut, der ihm verbot, Verantwortung wirklich zu delegieren; in der harschen Ungeduld, die ihn dazu verführte, das Tempo des Fortschritts über jedes vertretbare Maß hinaus zu forcieren; in seiner Unempfindlichkeit gegen das kultur- und glaubensbedingte Zaudern weiter Teile des Volkes, sich ohne Halt und Hemmung dem Neuen hinzugeben; in seiner Großmannssucht, die ihn Waffen kaufen ließ, wo er Maschinen hätte kaufen müssen.“

## Stationen der Flucht, Krankheit und Tod

Flagge des Kaiserreichs Iran unter Schah Mohammad Reza Pahlavi

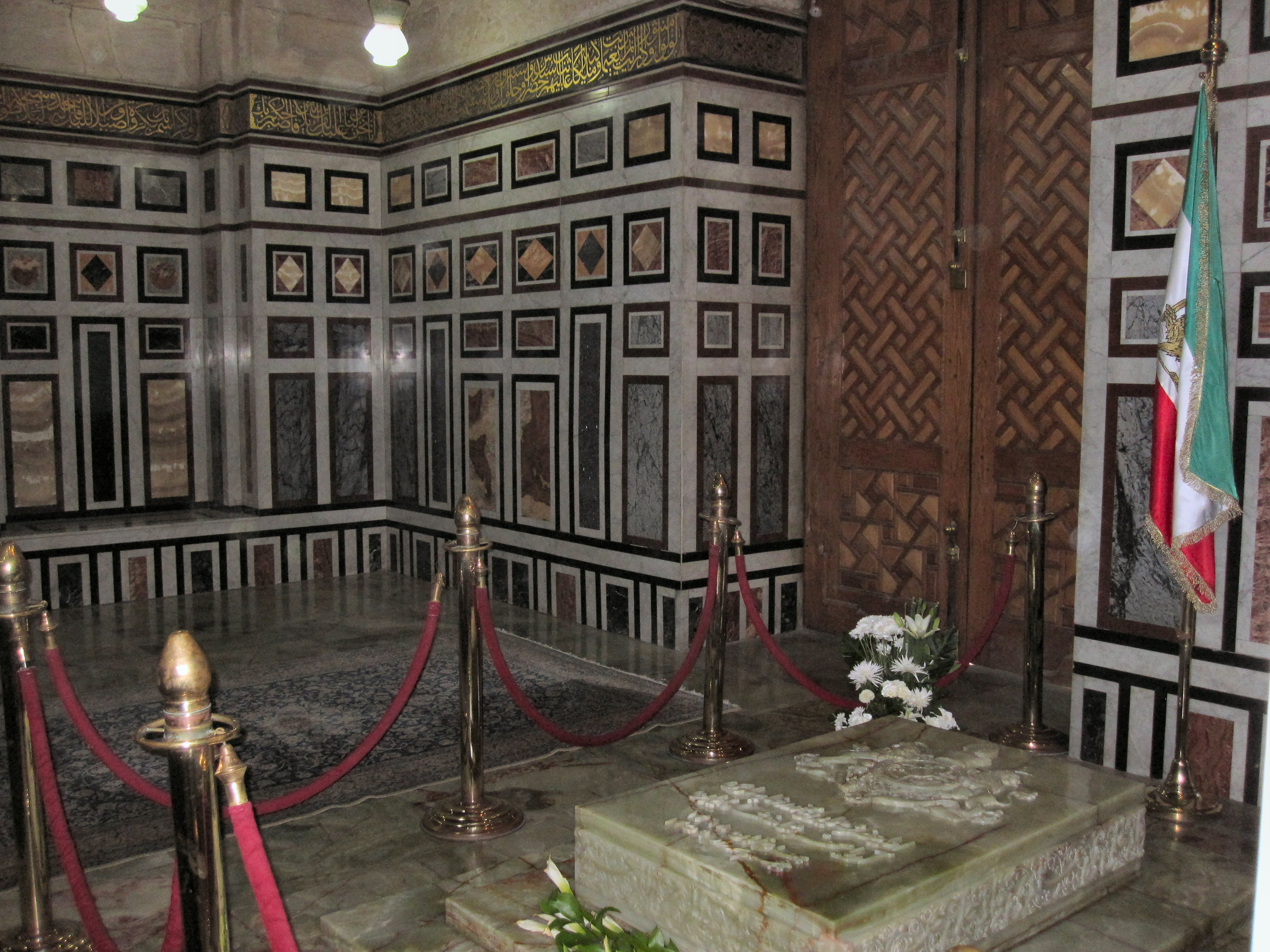
Ruhestätte Mohammad Reza Pahlavis in der al-Rifa'i-Moschee in Kairo, Ägypten

Nach seiner Flucht über Ägypten, Marokko, die Bahamas und Mexiko kam der krebskranke Pahlavi am 22. Oktober 1979 in New York an, um sich im Cornell Medical Center des New York Hospital behandeln zu lassen. Als dies in Iran bekannt wurde, wurde die Meldung verbreitet, die USA gewährten ihm Zuflucht. Am 4. November 1979 kam es daraufhin zur Erstürmung der US-amerikanischen Botschaft in Teheran durch iranische Studenten und zur Geiselnahme der Botschaftsangehörigen. Zum Ende seiner Behandlung in den Vereinigten Staaten musste Pahlavi auf Druck der US-Regierung, die weitere Provokationen vermeiden wollte, das Land verlassen.
Am 3. Dezember 1979 nahm das deutsche Auswärtige Amt mit Pahlavi, der inzwischen das Krankenhaus in New York verlassen hatte und auf die hermetisch abgeschirmte Lackland Air Force Base außerhalb von San Antonio (Texas) gebracht worden war, Kontakt auf. Der frühere Premierminister Mehdi Bāzargān hatte am 1. Dezember 1979 dem deutschen Botschafter in Teheran, Ritzel, einen Brief an Pahlavi übergeben: Nach Abstimmung mit dem Präsidium des Revolutionsrates bitte er die Bundesregierung, der US-Regierung nahezubringen, auf Pahlavi einzuwirken, freiwillig nach Iran zurückzukehren. Iran werde ihm freies Geleit zusichern und ihn nach der Präsentation der Beschwerden des iranischen Volkes und Anhören seiner Darstellung wieder ausreisen lassen. Am 2. Dezember 1979 war daraufhin Ministerialdirigent Montfort in die USA gereist, um Pahlavi den Brief zu übergeben. Dieser dankte der Bundesregierung für ihre Bemühungen; er sei bereit zu helfen, soweit es um die Geiseln in der US-amerikanischen Botschaft gehe. Doch einen Brief von den gegenwärtigen Machthabern in Teheran entgegenzunehmen, lehne er ab. „Das seien Mörder, mit denen er nichts mehr zu tun haben wolle.“ Nach dem Verlassen der USA, am 15. Dezember 1979, lebte Pahlavi noch für kurze Zeit mit seiner Familie in Panama und kehrte dann nach Ägypten zurück.
Er starb am 27. Juli 1980 an den Folgen eines Morbus Waldenström (eines Non-Hodgkin-Lymphoms). Zu seinen Regierungszeiten hatte er eine chemotherapeutische Behandlung seiner Erkrankung, die bereits 1972 diagnostiziert worden war, abgelehnt. Der ägyptische Präsident Mohammed Anwar as-Sadat erklärte den Tag zum nationalen Trauertag und ordnete ein Staatsbegräbnis an. An dem Trauermarsch durch Kairo nahmen neben der Familie Pahlavi unter anderem Anwar as-Sadat, Richard Nixon und Konstantin von Griechenland teil. Pahlavi wurde in der al-Rifa'i-Moschee beigesetzt, wo er neben dem vorletzten ägyptischen König Faruq I. seine letzte Ruhe fand.

## Ehen und Kinder
Pahlavis erste Ehe wurde mit der ägyptischen Prinzessin Fausia (* 5. November 1921; † 2. Juli 2013) am 16. März 1939 geschlossen. Dieser Ehe entstammt die Tochter Schahnaz (* 27. Oktober 1940). Die Ehe wurde am 19. November 1948 geschieden.
Am 12. Februar 1951 heiratete Pahlavi die mütterlicherseits deutschstämmige Soraya Esfandiary Bakhtiary (* 22. Juni 1932; † 25. Oktober 2001). Diese Ehe wurde von der deutschen Boulevardpresse begeistert aufgenommen und sorgte über Jahre hinweg für Schlagzeilen. Da die Ehe jedoch kinderlos blieb, erfolgte am 6. April 1958 die Scheidung.
Die dritte Eheschließung mit Farah Diba (* 14. Oktober 1938) erfolgte am 21. Dezember 1959. Dieser Verbindung entstammen die Kinder:
- Cyrus Reza Pahlavi (* 31. Oktober 1960)
- Farahnaz Pahlavi (* 12. März 1963)
- Ali Reza Pahlavi (* 28. April 1966; † 4. Januar 2011 in Boston – Selbsttötung durch Erschießen)
- Leila Pahlavi (* 27. März 1970; † 10. Juni 2001 in London – Selbsttötung durch Einnahme von Tabletten)

## Auszeichnungen (Auswahl)
Neben etwa 50 internationalen Orden und Auszeichnungen erhielt der Schah folgende Orden:
- 1955: Sonderstufe des Großkreuzes des Verdienstordens der Bundesrepublik Deutschland
- 1957: Großkreuz mit Collane des Orden de Isabel la Católica
- 1960: Groß-Stern des Ehrenzeichens für Verdienste um die Republik Österreich[86]
- 1970: Collane des Finnischen Ordens der Weißen Rose

## Veröffentlichungen (Auswahl)
- Im Dienst meines Landes. Deutsche Verlags-Anstalt, Stuttgart 1961.
- Antwort an die Geschichte (Originaltitel: Réponse à l’histoire, übersetzt von Walter Hertenstein). Herbig, München 1980, ISBN 3-7766-1053-0.
- Der Fall Mossadegh. Deutschsprachige Ausgabe. Berlin 2025, ISBN 978-3-8197-5679-5.